# Stammliste des Clan Douglas

Ursprüngliches Stammwappen des Clan Douglas

Stammliste des Clan Douglas.

## Stammliste
1. William, 1. Laird of Douglas (1174–1213)
  1. Archibald, 2. Laird of Douglas (vor 1183–1240)
    1. Sir William „Longleg“ Douglas, 3. Laird of Douglas (1220–1274)
      1. Hugh Douglas, 4. Laird of Douglas († 1289)
      2. Sir William „le Hardi“ Douglas, 5. Laird of Douglas († 1298), ⚭ Elizabeth Stewart, Tochter des Alexander Stewart, 4. High Steward of Scotland, ⚭ Eleanor de Lovaine
        1. Sir James „the Good“ Douglas, 6. Laird of Douglas (1286–1330) → Nachfahren siehe unten Schwarze Linie Douglas
        2. Hugh „the Dull“ Douglas, 8. Laird of Douglas (1294–1347)
        3. Sir Archibald „Tynman“ Douglas of Liddesdale († 1333), Guardian of Scotland
          1. Eleanor Douglas, ⚭ I) Alexander Bruce, 1. Earl of Carrick († 1333), ⚭ II) James Sandilands, Laird of Sandilands and Calder, ⚭ William Towers
          2. William Douglas, 1. Earl of Douglas (um 1330–1384), ⚭ I) Margaret, 10. Countess of Mar
            1. I) James Douglas, 2. Earl of Douglas (um 1358–1388)
              1. (illegitim) Elinor Douglas, ⚭ Sir William Fraser, 2. Laird of Philorth
              2. (illegitim) Sir William Douglas, 1. Laird of Drumlanrig (nach 1373–1427) → Nachfahren siehe unten Linie Douglas of Drumlanrig
              3. (illegitim) Archibald Douglas, 1. Laird of Cavers (* nach 1373) → Nachfahren siehe unten Linie Douglas of Cavers

            2. I) Isabel Douglas, 11. Countess of Mar (um 1360–1408), ⚭ I) Sir Malcolm Drummond, ⚭ II) Alexander Stewart, 12. Earl of Mar
            3. II) George Douglas, 1. Earl of Angus (vor 1378–1402) → Nachfahren siehe unten Rote Linie Douglas

      3. Willelma Douglas ⚭ William Galbraith, 2. Laird of Buthernock († vor 1296)

    2. Sir Andrew Douglas of Hermiston (vor 1240–nach 1259)
      1. William Douglas of Hermiston († nach 1296)
        1. Sir James Douglas of Lothian († vor 1323) ⚭ Joan
          1. Sir William Douglas, Lord of Liddesdale († 1353) ⚭ Elizabeth
          2. Sir John Douglas († 1350) ⚭ Agnes
            1. Sir James Douglas of Dalkeith († 1420) → Nachfahren siehe unten Linie Douglas of Dalkeith
            2. Sir Henry Douglas of Lochleven → Nachfahren siehe unten Linie Douglas of Lochleven
            3. Nicholas Douglas, 1. Laird of Mains → Nachfahren siehe unten Linie Douglas of Mains
            4. Sir William Douglas († nach 1406)
            5. John Douglas († um 1366) ⚭ Mariota de Chene
            6. Margaret Douglas († um 1377) ⚭ Sir Adam de Glendonwyne of that Ilk

          3. James Douglas († 1335)
          4. Elizabeth Douglas ⚭ Sir Thomas Somerville
          5. Sir William Douglas of Liddesdale (1326–1353), ⚭ I) Margaret de Graham, ⚭ II) Elizabeth Maxwell
            1. II) Mary Douglas († um 1367), ⚭ I) Reginald More of Abercorn, ⚭ II) Thomas Erskine

        2. Andrew Douglas of Cresswell († nach 1351)

  2. Brice Douglas († 1222), Bischof von Moray

### Schwarze Linie Douglas
1. Sir James „the Good“ Douglas, 6. Laird of Douglas (1286–1330) → Vorfahren siehe oben Stammliste
  1. William Douglas, 7. Laird of Douglas († 1333)
  2. Archibald „the Grim“ Douglas, 3. Earl of Douglas (um 1325–1400) ⚭ Joan Moray, Tochter des Maurice Moray, Earl of Strathearn
    1. Archibald „the Tyneman“ Douglas, 4. Earl of Douglas (1369–1424), 1. Duc de Touraine, Marschall von Frankreich ⚭ Margaret Stewart, Lady of Galloway
      1. Archibald Douglas, 5. Earl of Douglas (um 1390–1439), 2. Duc de Touraine ⚭ Lady Eupheme Graham
        1. William Douglas, 6. Earl of Douglas, 3. Duc de Touraine (um 1424–1440)
        2. David Douglas († 1440)
        3. Margaret Douglas of Galloway (um 1435–um 1488) ⚭ William Douglas, 8. Earl of Douglas

    2. Marjory Douglas († 1420) ⚭ David Stewart, 1. Duke of Rothesay
    3. Eeanor Douglas ⚭ Sir Alexander Fraser of Philorth
    4. James „the Gross“ Douglas, 7. Earl of Douglas, 1. Earl of Avondale (1371–1443)
      1. William Douglas, 8. Earl of Douglas, 2. Earl of Avondale (1425–1452) ⚭ Margaret Douglas of Galloway
      2. James Douglas, 9. Earl of Douglas, 3. Earl of Avondale (1426–1491) → Linie erloschen
      3. Archibald Douglas, Earl of Moray († 1455)
      4. Hugh Douglas, 1. Earl of Ormond († 1455)
      5. Sir John Douglas of Balvenie († 1463)

    5. (illegitim) William Douglas, Laird of Galloway and Nithdale († 1392) ⚭ Egidia, Tochter des Königs Robert II. von Schottland
      1. Egidia Douglas († nach 1438)
      2. William Douglas, Laird of Nithsdale (um 1388–nach 1419)

### Linie Douglas of Drumlanrig
1. Sir William Douglas, 1. Laird of Drumlanrig (nach 1373–1427) ⚭ Elizabeth Stewart, Tochter des Sir Robert Stewart of Durrisdeer → Vorfahren siehe oben Stammliste
  1. William Douglas, 2. Laird of Drumlanrig († 1458) ⚭ Jane Maxwell
    1. William Douglas, 3. Laird of Drumlanrig († 1464) ⚭ Margaret Carlyle
      1. William Douglas, 4. Laird of Drumlanrig († 1484) ⚭ Elizabeth Crichton
        1. James Douglas, 5. Laird of Drumlanrig († 1498) ⚭ Janet Scott
          1. William Douglas, 6. Laird of Drumlanrig († 1513) ⚭ Elizabeth Gordon
            1. James Douglas, 7. Laird of Drumlanrig († 1578), ⚭ I) Margaret Douglas, ⚭ II) Christian Montgomerie
              1. I) Janet Douglas, ⚭ I) William Douglas of Coshogle, ⚭ II) Sir John Charteris, 9. Laird of Amisfield
              2. I) Nicola Douglas ⚭ John Johnstone of Johnstone († 1567)
              3. I) Margaret Douglas ⚭ John Jardine of Applegirth
              4. II) Sir William Douglas, Younger of Drumlanrig († 1572) ⚭ Margaret Gordon
                1. James Douglas, 8. Laird of Drumlanrig († 1615) ⚭ Mary Fleming
                  1. William Douglas, 1. Earl of Queensberry († 1640) ⚭ Lady Isabel Kerr
                    1. James Douglas, 2. Earl of Queensberry († 1671), ⚭ I) Lady Mary Hamilton, Tochter des James Hamilton, 2. Marquess of Hamilton, ⚭ II) Lady Margaret Stewart, Tochter des John Stewart, 1. Earl of Traquair
                      1. II) Lt.-Gen. James Douglas († 1691)
                        1. William Douglas († 1712)

                      2. John Douglas († 1675)
                      3. Robert Douglas († 1676)
                      4. Lady Catherine Douglas ⚭ Sir James Douglas, 1. Baronet of Kelhead
                      5. Lady Mary Douglas ⚭ Alexander Stewart, 3. Earl of Galloway
                      6. Lady Isabel Douglas ⚭ Sir William Lockhart, 1. Baronet of Carstairs
                      7. Lady Margaret Douglas ⚭ Sir Alexander Jardine, 1. Baronet of Applegirth
                      8. William Douglas, 1. Duke of Queensberry (1637–1695) ⚭ Lady Isabel Douglas
                        1. James Douglas, 2. Duke of Queensberry, 1. Duke of Dover (1672–1711) ⚭ Mary Boyle
                          1. Lady Anne Douglas († 1741) ⚭ Hon. William Finch
                          2. Isabel Douglas (1688–1694)
                          3. Lady Elizabeth Douglas (1691–1695)
                          4. William Douglas, Earl of Drumlanrig (1696–1696)
                          5. James Douglas, 3. Marquess of Queensberry (1697–1715)
                          6. Charles Douglas, 3. Duke of Queensberry, 2. Duke of Dover (1698–1778) ⚭ Lady Catherine Hyde
                            1. Henry Douglas, Earl of Drumlanrig (1722–1754) ⚭ Lady Elizabeth Hope
                            2. Charles Douglas, Earl of Drumlanrig (1726–1756)

                          7. Lady Mary Douglas (1699–1703)
                          8. Lord George Douglas (1701–1725)
                          9. Lady Jane Douglas (1701–1729) ⚭ Francis Scott, 2. Duke of Buccleuch

                        2. Lady Anne Douglas († 1700) ⚭ David Wemyss, 4. Earl of Wemyss
                        3. William Douglas, 1. Earl of March († 1705) ⚭ Lady Jane Hay, Tochter des John Hay, 1. Marquess of Tweeddale
                          1. William Douglas, 2. Earl of March (um 1691–1731) ⚭ Anne Hamilton, 2. Countess of Ruglen
                            1. William Douglas, 4. Duke of Queensberry (1725–1810)
                              1. (illegitim) Maria Emilia Fagnani († 1856) ⚭ Francis Seymour-Conway, 3. Marquess of Hertford

                          2. Hon. John Douglas of Broughton (um 1698–1732)
                          3. Hon. James Douglas of Stow († vor 1732)

                        4. Lord George Douglas

                      9. Lady Henrietta Douglas (1657–1736) ⚭ Sir Robert Grierson, 1. Baronet of Lag

                    2. Hon. Sir William Douglas of Friarshaw († 1673), ⚭ I) Agnes Fawside, ⚭ II) Jean Stuart → Nachkommen siehe unten Linie Douglas of Friarshaw
                    3. Lady Margaret Douglas († nach 1640) ⚭ James Johnstone, 1. Earl of Hartfell
                    4. Lady Janet Douglas ⚭ Thomas Maclellan, 2. Lord Kirkcudbright
                    5. Sir Archibald Douglas (* nach 1604)
                      1. William Douglas
                        1. William Douglas
                          1. James Douglas
                            1. William Douglas
                            2. James Douglas ⚭ Philadelphia Johnstone
                              1. Clementine Douglas ⚭ Robert Fergusson of Craigdarroch
                              2. Archibald Douglas
                              3. Philadelphia Douglas ⚭ Robert McMurdo of Dumgans
                              4. William Douglas (* 1703)
                              5. William Douglas (* 1704)

                      2. James Douglas (1634–nach 1663)
                        1. Thomas Douglas (1660–1717)
                          1. Samuel Douglas (* 1700)
                            1. Samuel Douglas (* um 1720), Kaufmann in Kingston, Jamaika, ⚭ Isabella Moncrieffe
                              1. Robert Douglas (* 1750)
                                1. Samuel Douglas
                                  1. Rev. Robert Douglas (1836–1912) ⚭ Annie Johnson
                                    1. Professor Robert Langton Douglas (1864–1951), ⚭ I) Margaret Jane Cannon, ⚭ II) Gwendolen Mary Henchman, ⚭ III) Jean Stewart
                                      1. II) Sholto Douglas, 1. Baron Douglas of Kirtleside (1893–1969) ⚭ III) Hazel Walker
                                        1. III) Hon. Katherine Anne Douglas (* 1957)

                  2. Janet Douglas ⚭ William Livingston of Jerviswood
                  3. James Douglas of Mouswald
                  4. David Douglas of Airdoch
                  5. George Douglas († 1587), Priester
                  6. Helen Douglas ⚭ John Menzies of Castlehill

                2. Margaret Douglas ⚭ Sir Robert Montgomery, 1. Baronet of Skelmorley
                3. Janet Douglas ⚭ Sir James Murray of Cockpool
                4. Christian Douglas ⚭ Robert Dalzell, 1. Earl of Carnwath

              5. II) Margaret Douglas, ⚭ I) Edward Crichton, 7. Lord Crichton of Sanquhar, ⚭ II) William Graham, 5. Earl of Menteith
              6. II) Helen Douglas († 1578) ⚭ Roger Grierson, 8. Laird of Lag
              7. II) Christian Douglas ⚭ Sir Alexander Stewart of Garlies
              8. II) Janet Douglas, ⚭ I) James Tweedie of Drumelzier, ⚭ II) Sir William Ker of Cessford

            2. Robert Douglas → Nachfahren siehe Linie Douglas of Burford
            3. Agnes Douglas ⚭ Andrew Cunningham of Kirkshaw
            4. Janet Douglas ⚭ Robert Maxwell, 4. Lord Maxwell

          2. Agnes Douglas (* um 1467) ⚭ Roger Grierson

        2. Janet Douglas († 1512) ⚭ William Somerville, Master of Somerville, Tochter des John Somerville, 2. Lord Somerville

      2. Margaret Douglas (* um 1460) ⚭ John Cathcart, 2. Lord Cathcart

#### Linie Douglas of Friarshaw
1. Hon. Sir William Douglas of Friarshaw († 1673), ⚭ I) Agnes Fawside, ⚭ II) Jean Stuart → Vorfahren siehe oben Linie Douglas of Drumlanrig
  1. I) George Douglas of Friarshaw ⚭ Hon. Elizabeth Livingstone, Tochter des James Livingstone, 1. Viscount Kilsyth
    1. [...]
      1. George Douglas, 7. Laird von Friarshaw († 1753) ⚭ Elizabeth Scott, Tochter des Sir Patrick Scott, 2. Baronet († 1734)
        1. Sir James Douglas, 1. Baronet of Maxwell (1703–1787), ⚭ I) Helen Brisbane, Tochter des Thomas Brisbane of Brisbane, ⚭ II) Lady Helen Boyle, Tochter des John Boyle, 2. Earl of Glasgow
          1. I) Sir George Douglas, 2. Baronet of Maxwell (1754–1821), ⚭ Lady Elizabeth Boyle, Tochter des John Boyle, 3. Earl of Glasgow
            1. Sir John James Scott-Douglas, 3. Baronet of Maxwell (1792–1836)
              1. Hannah Charlotte Scott-Douglas († 1921), ⚭ Edward Octavious Douglas (1830–1890)
              2. Sir George Henry Scott-Douglas, 4. Baronet of Maxwell (1825–1885)
                1. Sir George Brisbane Douglas, 5. Baronet of Maxwell (1856–1935)
                2. Francis John Scott-Douglas (1858–1934) ⚭ Fanny Meyrick, Tochter des Sir George Meyrick, 3. Baronet
                  1. Fanny Mary Clara Douglas (* 1894)
                  2. George Francis Valentine Scott-Douglas (1898–1930) ⚭ Lady Blanche Somerset, Tochter des Henry Somerset, 9. Duke of Beaufort
                    1. Sir James Scott-Douglas, 6. Baronet of Maxwell (1930–1969)

  2. I) Sir James Douglas, 1. Baronet of Kelhead (1639–1708) ⚭ Lady Catherine Douglas, Tochter des James Douglas, 2. Earl of Queensberry
    1. Sir William Douglas, 2. Baronet of Kelhead (um 1675–1733) ⚭ Helen Erskine
      1. Sir John Douglas, 3. Baronet of Kelhead (um 1708–1778) ⚭ Christian Cuninghame, Tochter des Sir William Cunningham, 2. Baronet
        1. Sir William Douglas, 4. Baronet of Kelhead (1730–1783) ⚭ Grace Johnstone
          1. Charles Douglas, 6. Marquess of Queensberry (1777–1837) ⚭ Lady Caroline Scott, Tochter des Henry Scott, 3. Duke of Buccleuch
          2. John Douglas, 7. Marquess of Queensberry (1779–1856) ⚭ Sarah Douglas
            1. Archibald Douglas, 8. Marquess of Queensberry (1818–1858) ⚭ Caroline Margaret Clayton
              1. Lady Gertrude G. Douglas (* 1843)
              2. John Douglas, 9. Marquess of Queensberry (1844–1900), ⚭ I) Sibyl Montgomery, II) Ethel Weeden
                1. I) Francis Douglas, Viscount Drumlanrig, 1. Baron Kelhead (1867–1894)
                2. I) Percy Douglas, 10. Marquess of Queensberry (1868–1920), ⚭ I) Anna Maria Walters, ⚭ II) Mary Louise Bickel
                  1. I) Lady Dorothy Madeline Douglas (* 1894) ⚭ Esmond Brasnell Palmer
                  2. I) Francis Douglas, 11. Marquess of Queensberry (1896–1954), ⚭ I) Irene Clarice Richards, ⚭ II) Cathleen Sabine Mann, ⚭ III) Muriel Beatrice Margaret Thornett
                    1. I) Lady Patricia Sybil Douglas (* 1918) ⚭ Count John Gerard de Bendern
                    2. II) Lady Jane Katherine Douglas (1926–2007) ⚭ David Arthur Cory-Wright
                    3. II) David Douglas, 12. Marquess of Queensberry (* 1929), ⚭ I) Ann Jones, ⚭ II) Alexandra Sich, ⚭ III) Hsueh-Chun Liao
                      1. I) Lady Emma Cathleen Douglas (* 1956)
                      2. I) Lady Alice Douglas (* 1965)
                      3. II) Sholto Francis Guy Douglas, Viscount Drumlanrig (* 1967)
                      4. II) Lady Kate Cordelia Sasha Douglas (* 1969)
                      5. II) Lord Milo Luke Dickon Douglas (1975–2009)
                      6. II) Lord Torquil Oberon Tobias Douglas (* 1978)
                      7. III) Lady Beth Shan Ling Douglas (1999–2018)

                    4. III) Lord Gawain Archibald Francis Douglas (* 1948) ⚭ Nicolette Eustace
                      1. Dalziel Frances Douglas1 (* 1971)
                      2. Elizabeth Meriel Douglas (* 1974)
                      3. Jamie Sholto Douglas (* 1975)

                  3. I) Lord Cecil Charles Douglas (1898–1981) ⚭ Ruby de Vere-Fenn
                    1. Susan Jean Douglas (* 1939) ⚭ Joachim Botho Carl Waldemar Georg Hasso Baron von Bose

                3. I) Lord Alfred Bruce Douglas (1870–1945) ⚭ Olive Eleanor Custance
                  1. Raymond Wilfred Sholto Douglas (1902–1964)

                4. I) Lord Sholto George Douglas (1872–1942), ⚭ I) Loretta Mooney, ⚭ II) Georgina Leonora Mosselmans
                  1. I) Bruce Francis Sholto Douglas (1897–1915)
                  2. I) Sholto Augustus Douglas (1900–1950) ⚭ Isabelle Raymon (1905–1993)
                    1. Bruce Georges Douglas (1926–2008)
                    2. Elisabeth Georgette Douglas (* 1927) ⚭ Jean Masoin
                    3. Alfred Douglas (1928–1984)
                    4. Dorothy Douglas (1929–1936)
                    5. Sybil Douglas (1931–2018) ⚭ Nigel Paul Mitchell-Carruthers
                    6. Robert Douglas (1933–2012) ⚭ Nicole Bourgeois
                    7. Francis Douglas (1938–1950)
                    8. Georges Douglas (1938–1978)
                    9. Noel Douglas (* 1939)
                    10. Marguerite Jeanette Douglas (* 1941) ⚭ Jean Demol
                    11. Marie Jeanne Douglas (* 1944), ⚭ I) Horace Warren Hastings-Hodgkins, ⚭ II) Wesley Alan Christie

                5. I) Lady Edith Gertrude Douglas (1874–1963) ⚭ St. George William Lane Fox-Pitt

              3. Lord Francis William Bouverie Douglas (1847–1865)
              4. Lord Archibald Edward Douglas (1850–1938)
              5. Lord James Edward Sholto Douglas (1855–1891) ⚭ Martha Lucy Hennessy
              6. Lady Florence Caroline Douglas (1855–1905) ⚭ Sir Alexander Dixie, 11. Baronet of Market Bosworth

            2. Georgina Douglas (* 1819)

          3. Henry Alexander Douglas (1781–1837) ⚭ Elizabeth Dalzell
            1. Eliza Douglas († 1903)
            2. Robert Johnstone-Douglas of Lockerbie (1814–1866) ⚭ Lady Jane Margaret Mary Douglas
              1. Grace Elizabeth Johnstone-Douglas († 1910)
              2. Alice Louisa Johnstone-Douglas († 1933)
              3. Arthur Henry Johnstone-Douglas (1846–1923) ⚭ Jane Maitland Hathorn-Stewart
                1. Sibyl Johnstone-Douglas (1870–1953)
                2. Robert Sholto Johnstone-Douglas (1871–1958) ⚭ Bettina Grisewood
                  1. Robert Arthur Sholto Johnstone-Douglas (* 1914)
                  2. Elizabeth Gwendolen Teresa Johnstone-Douglas (* 1916)

                3. Margaret Jean Johnstone-Douglas (1872–1960)
                4. Muriel Grace Johnstone-Douglas (1874–1961)
                5. Bridget Helen Johnstone-Douglas (1875–1967)
                6. Olive Christian Johnstone-Douglas (1878–1977)
                7. Caroline Elsie Johnstone-Douglas (1879–1969)
                8. Octavia Johnstone-Douglas (1881–1968)
                9. Nina Johnstone-Douglas (1881–1964)
                10. Walter Henry George Johnstone-Douglas (1886–1972)

              4. Cecil Francis Johnstone-Douglas (1847–1894)

            3. Rt. Rev. Henry Alexander Douglas (1821–1875), Bischof von Bombay, ⚭ Eliza Hoskins
              1. Archibald Charles Douglas (1861–1939) ⚭ Betty McClelland
                1. Archibald Andrew Henry Douglas (1902–1997) ⚭ Marjorie Gordon Brown
                  1. Archibald Sholto Gordon Douglas (* 1937) ⚭ Victoria Ann Bonnyman
                  2. Ian Andrew McCelland Douglas (* 1939) ⚭ Jennifer Merrett
                    1. Kirsten Lucy Douglas (* 1969)
                    2. Andrew James Sholto Douglas (* 1973)

                2. James Sholto Douglas (1905–1985)

            4. John Douglas (1828–1904) ⚭ Sarah Hickey
              1. Edward Archibald Douglas (1877–1947) ⚭ Annette Eileen Power
                1. John Power Douglas (1907–1931)
                2. Sir Edward Sholto Douglas (* 1909)
                3. Evelyn Clare Mary Douglas (* 1911)
                4. Robert Alexander Douglas (1913–1923)
                5. Rev. Francis Hugh Douglas (* 1914)
                6. David Alistair Douglas (1917–1921)
                7. Rev. Kenneth Maxwell Douglas (* 1921)
                8. Helen Cecilia Douglas (1924–1965)
                9. Gavin James Douglas (* 1926) ⚭ Clare McHugh
                  1. Edward John Douglas (* 1952)
                  2. Margo Anne Douglas (* 1953)
                  3. Helen Penny Douglas (* 1955)
                  4. Andrew Benedict Douglas (* 1957)
                  5. Gavin Gerard Douglas (* 1958)
                  6. Annette Josepha Douglas (* 1960)
                  7. Christopher Douglas (* 1962)
                  8. Mary Patrice Douglas (* 1964)

                10. Clare Catherine Douglas (1929–1932)
                11. Andrew Brice Douglas (* 1931) ⚭ Lorraine Lawson
                  1. Reverend Sholto Francis Douglas (* 1958)
                  2. David James Douglas (* 1960)
                  3. Maxwell Richard Douglas (* 1966)
                  4. Andrew Brice Christopher Douglas (* 1968)

                12. Henry Alexander Cecil Douglas (1879–1952) ⚭ Catherine Cecilia Beirne
                  1. Mary Beirne Douglas (* 1915) ⚭ John Peter Fihelly

                13. Sybil Catherine Douglas (* 1918) ⚭ Alan B. Bryan
                14. Henry Beirne Douglas (1921–1941)
                15. Alexander Michael Douglas (1926–2008) ⚭ Susan Kim Primmer
                  1. Caroline Cecilia Douglas (* 1985)
                  2. Alexander Conrad Jeremy Douglas (* 1986)
                  3. Roderick Francis Douglas (1988–1988)
                  4. John Mackney Douglas (* 1989)
                  5. Helen Susan Grace Douglas (* 1992)

              2. Hugh Maxwell Douglas (1881–1918) ⚭ Hannah Elizabeth Thornton
                1. Henry Alexander Douglas (* 1908) ⚭ Ethel Audrey Malaher
                  1. Katherine Douglas (* 1938)
                  2. Henry John Douglas (* 1942)

                2. Margaret Douglas (1909–1939)
                3. Edward Octavius Douglas (* 1913)

              3. Robert Johnstone Douglas (1883–1972) ⚭ Alice May Ball
                1. Robert Andrew Douglas (1915–1998) ⚭ Barbara Shaw
                  1. Robert John Douglas (* 1950)
                  2. Catriona Douglas (* 1952)
                  3. Barbara Selina Douglas (* 1953)
                  4. Sarah Douglas (* 1955)
                  5. Sholto James Shaw Douglas (* 1962)

                2. James Archibald Douglas (1917–1984) ⚭ Marjorie Mary Ramsay
                  1. Robert Ramsay Douglas (1944–2002)
                  2. Francis Maxwell Douglas (* 1946)
                  3. Catherine Alice Mary Douglas (* 1948)
                  4. James Sholto Douglas (* 1950)

                3. Beatrice Rose Mary Douglas (* 1919) ⚭ Cornelius James Howard
                4. Hugh Maxwell Douglas (1920–1985) ⚭ Jean Duncan Love
                  1. John Duncan Douglas (1949–1985)

                5. Alice Mary Douglas (* 1922) ⚭ Thomas William Capell

            5. Edward Octavious Douglas (1830–1890) ⚭ Hannah Charlotte Scott-Douglas

  3. I) Sarah Douglas (* 1641) ⚭ John Irving of Woodhouse

### Linie Douglas of Cavers
1. Archibald Douglas, 1. Laird of Cavers (* nach 1373) ⚭ Margaret → Vorfahren siehe oben Stammliste
  1. William Douglas, 2. Laird of Cavers († 1464)
    1. Sir Archibald Douglas, 3. Laird of Cavers († 1486)
      1. Elizabeth Douglas ⚭ Sir Alexander Stewart, 3. Laird of Garlies
      2. William Douglas, 4. Laird of Cavers († 1506)
        1. Sir James Douglas, 5. Laird of Cavers († 1545) ⚭ Elizabeth Murray
          1. Sir James Douglas, 6. Laird of Cavers († 1558) ⚭ Christian Kerr
            1. Sir William Douglas, 7. Laird of Cavers ⚭ Euphemia Ker
              1. Sir James Douglas, 8. Laird of Cavers († 1612) ⚭ Margaret Cranstoun
                1. Sir William Douglas, 9. Laird of Cavers († um 1658) ⚭ Ann Douglas
                  1. Helen Douglas ⚭ Sir William Bruce, 2. Baronet of Stenhouse
                  2. Elizabeth Douglas ⚭ William Eliott
                  3. Euphemia Douglas ⚭ Sir James Scott, 4. Laird of Gala
                  4. Sir Archibald Douglas, 10. Laird of Cavers
                    1. Sir William Douglas, 11. Laird of Cavers († 1676) ⚭ Katherine Rigg
                      1. William Douglas, 12. Laird of Cavers ⚭ Elizabeth Douglas
                      2. Archibald Douglas, 13. Laird of Cavers († 1741) ⚭ Anna Scott
                        1. William Douglas, 14. Laird of Cavers († 1748)
                        2. Archibald Douglas, 15. Laird of Cavers ⚭ Elizabeth Scott
                        3. Rev. James Douglas, 16. Laird of Cavers ⚭ Jean Halyburton
                        4. John Douglas, 17. Laird of Cavers († 1786) ⚭ Anne Scott → Linie erloschen

                      3. John Douglas of Edderton ⚭ Catherine Scott

                    2. Anne Douglas ⚭ Sir John Murray of Philiphaugh

          2. William Douglas, 1. Laird of Friarshaw
          3. Robert Douglas

### Rote Linie Douglas
1. George Douglas, 1. Earl of Angus (vor 1378–1402) ⚭ Lady Mary Stewart, Tochter König Roberts III. von Schottland → Vorfahren siehe oben Stammliste
  1. Lady Elizabeth Douglas, ⚭ I) Alexander Forbes, 1. Lord Forbes, ⚭ II) Sir David Hay of Lochorwart and Yester
  2. William Douglas, 2. Earl of Angus (um 1398–1437)
    1. James Douglas, 3. Earl of Angus (1428–1446), verlobt mit Joan Stewart, Tochter König Jakobs I. von Schottland
    2. George Douglas, 4. Earl of Angus (1429–1462) ⚭ Isabel Sibbald
      1. Archibald Douglas, 5. Earl of Angus (1453–1514), ⚭ I) Elizabeth Boyd, ⚭ II) Janet Kennedy
        1. George Douglas, Master of Angus (1469–1513) ⚭ Elizabeth Drummond, Tochter des John Drummond, 1. Lord Drummond
          1. William Douglas († 1528)
          2. Archibald Douglas, 6. Earl of Angus (1490–1557), ⚭ I) Lady Margaret Hepburn, Tochter des Patrick Hepburn, 1. Earl of Bothwell, ⚭ II) Lady Margaret Tudor, Tochter König Heinrichs VII. von England, ⚭ III) Margaret Maxwell, Tochter des Robert Maxwell, 4. Lord Maxwell
            1. II) Lady Margaret Douglas (1515–1578) ⚭ Matthew Stewart, 4. Earl of Lennox
            2. III) James Douglas, Master of Angus († 1548)

          3. Sir George Douglas (1490–1552) ⚭ Elizabeth Douglas
            1. David Douglas, 7. Earl of Angus (um 1515–1558) ⚭ Margaret Hamilton
              1. Archibald Douglas, 8. Earl of Angus (1556–1588), ⚭ I) Lady Mary Erskine, Tochter des John Erskine, 18. Earl of Mar, ⚭ II) Lady Margaret Leslie, Tochter des George Leslie, 4. Earl of Rothes, ⚭ III) Jean Lyon, Tochter des John Lyon, 8. Lord Glamis
                1. Lady Margaret Douglas

            2. James Douglas, 4. Earl of Morton (um 1516–1581) ⚭ Lady Elizabeth Douglas, Tochter des James Douglas, 3. Earl of Morton
              1. (illegitim) Archibald Douglas of Pittendreich ⚭ Elizabeth Sutherland
                1. Elizabeth Douglas (um 1590–1655) ⚭ John Innes of Leuchars

              2. (illegitim) George Douglas of Parkhead
                1. Martha Douglas ⚭ Rev. Robert Bruce, 1. Laird of Kinnaird
                2. Agnes Douglas ⚭ John Carruthers, 8. Laird of Holmains

        2. Sir William Douglas († 1513) ⚭ Elizabeth Auchinleck of Glenbervie
          1. Sir Archibald Douglas, 1. Laird of Glenbervie († 1570), ⚭ I) Lady Agnes Keith, Tochter des William Keith, 2. Earl Marischal ⚭ II) Margaret Carmichael ⚭ III) Elizabeth Irvine
            1. I) William Douglas, 9. Earl of Angus (1533–1591) ⚭ Egidia Graham
              1. William Douglas, 10. Earl of Angus (1552–1611) ⚭ Elizabeth Oliphant, Tochter des Laurence Oliphant, 4. Lord Oliphant
                1. William Douglas, 1. Marquess of Douglas (1589–1660), ⚭ I) Hon. Margaret Hamilton, Tochter des Claud Hamilton, 1. Lord Paisley, ⚭ II) Lady Mary Gordon, Tochter des George Gordon, 1. Marquess of Huntly
                  1. I) Archibald Douglas, 1. Earl of Ormond (um 1609–1655), ⚭ I) Lady Anne Stuart, Tochter des Esmé Stuart, 3. Duke of Lennox, ⚭ II) Jean Wemyss, Tochter des David Wemyss, 2. Earl of Wemyss
                    1. I) James Douglas, 2. Marquess of Douglas (1646–1700), ⚭ I) Lady Barbara Erskine, Tochter des John Erskine, 21. Earl of Mar, ⚭ I) Lady Mary Kerr, Tochter des Robert Kerr, 1. Marquess of Lothian
                      1. I) James Douglas, Earl of Angus (1671–1692)
                      2. II) William Douglas, Earl of Angus (1693–1694)
                      3. II) Archibald Douglas, 1. Duke of Douglas (1694–1761) ⚭ Margaret Douglas → Linie erloschen
                      4. II) Lady Jane Douglas (1698–1753) ⚭ Sir John Stewart, 3. Baronet of Blair and Balcaskie
                        1. Archibald Douglas, 1. Baron Douglas (1748–1827)

                    2. II) Lady Margaret Douglas (1651–1699) ⚭ Alexander Seton, 1. Viscount Kingston
                    3. II) Archibald Douglas, 1. Earl of Forfar (1653–1712) ⚭ Robina Lockhart
                      1. Archibald Douglas, 2. Earl of Forfar (1692–1715)

                  2. I) Lord James Douglas (1617–1645)
                  3. II) William Douglas-Hamilton, 1. Earl of Selkirk (1634–1694) ⚭ Anne Hamilton, 3. Duchess of Hamilton → Nachkommen siehe unten Linie Douglas-Hamilton
                  4. II) Maj.-Gen. George Douglas, 1. Earl of Dunbarton (1635–1692) ⚭ Anne Wheatley
                    1. George Douglas, 2. Earl of Dunbarton (1687–1749)

                2. James Douglas, 1. Lord Mordington (um 1591–1656) ⚭ Anne Oliphant, Tochter des Laurence Oliphant, 5. Lord Oliphant
                  1. William Douglas, 2. Lord Mordington (1626–um 1690) ⚭ Elizabeth Sempill, Tochter des Hugh Sempill, 5. Lord Sempill
                    1. James Douglas, 3. Lord Mordington (1651–um 1706) ⚭ Anne Seton, Tochter des Alexander Seton, 1. Viscount of Kingston
                      1. George Douglas, 4. Lord Mordington († 1741) ⚭ Catherine Lauder
                        1. Campbellina Douglas
                        2. Mary Douglas, 5. Baroness Mordington († 1791) ⚭ William Weaver († 1796)

              2. Sir Robert Douglas, 3. Laird of Glenbervie (um 1552–1611)
                1. Sir William Douglas, 1. Baronet of Glenbervie († 1653)
                  1. Sir William Douglas, 2. Baronet of Glenbervie († 1688)
                    1. Sir William Douglas, 3. Baronet of Glenbervie († 1692)

              3. Rev. George Douglas ⚭ Cecilia Drury
                1. William Douglas ⚭ Agnes Scott
                  1. Sir Robert Douglas, 4. Baronet of Glenbervie (um 1662–1748), ⚭ I) Mary Ruthven, ⚭ II) Janet Patterson
                    1. I) Sir William Douglas, 5. Baronet of Glenbervie (um 1690–1764)
                    2. II) Sir Robert Douglas, 6. Baronet of Glenbervie (1694–1770)
                      1. Sir Alexander Douglas, 7. Baronet of Glenbervie (1738–1812)
                      2. Janet Douglas (* um 1740) ⚭ Kenneth Mackenzie
                        1. Sir Kenneth Douglas, 1. Baronet of Glenbervie (1754–1833)
                          1. Sir Robert Douglas, 2. Baronet of Glenbervie (1807–1843)
                            1. Sir Robert Douglas, 3. Baronet of Glenbervie (1837–1884)
                            2. Kenneth Douglas (1842–1882)
                              1. Sir Kenneth Douglas, 4. Baronet of Glenbervie (1868–1954)

                          2. Donald Mackenzie Douglas (1821–1883)
                            1. Donald Sholton Mackenzie Douglas (1849–1928)
                              1. Sir Sholto Douglas, 5. Baronet of Glenbervie (1890–1986)
                              2. Kenneth Mackenzie Douglas (1893–1918)

                            2. Kenneth Nigel Mackenzie Douglas (1851–1883)

              4. Alexander Douglas

            2. II) James Douglas (* nach 1555)
              1. N.N. Douglas
                1. Robert Douglas (vor 1664–1716), Bischof von Dunblane

            3. II) John Douglas (* nach 1555) → Nachkommen siehe Linien Douglas of Cruiton, Quarrelholes and Blackmill

        3. Gavin Douglas († 1522), Bischof von Dunkeld
        4. Sir Archibald Douglas of Kilspindie († um 1536)

    3. William Douglas († 1475)
    4. Hugh Douglas († 1466)
    5. Elene Douglas († um 1486), ⚭ I) William Graham, 3. Lord Graham, ⚭ II) James Ogilvy, 1. Lord Ogilvy of Airlie

#### Linie Douglas-Hamilton
1. William Douglas-Hamilton, 1. Earl of Selkirk (1634–1694) ⚭ Anne Hamilton, 3. Duchess of Hamilton (1632–1716, Haus Hamilton) → Vorfahren siehe oben Rote Linie Douglas
  1. James Douglas-Hamilton, 4. Duke of Hamilton, 1. Duke of Brandon (1658–1712); ⚭ I) Lady Anne Spencer (1666–1690), ⚭ II) Hon. Elizabeth Gerard († 1744)
    1. II) James Douglas-Hamilton, 5. Duke of Hamilton, 2. Duke of Brandon (1703–1743), ⚭ I) Anne Cochrane (1707–1724), ⚭ II) Elizabeth Strangeways († 1729), ⚭ III) Anne Spencer († 1771)
      1. I) James Douglas-Hamilton, 6. Duke of Hamilton, 3. Duke of Brandon (1724–1758), ⚭ Elizabeth Gunning, später 1. Baroness Hamilton of Hameldon (1733–1790)
        1. James Douglas-Hamilton, 7. Duke of Hamilton, 4. Duke of Brandon (1755–1769)
        2. Douglas Douglas-Hamilton, 8. Duke of Hamilton, 5. Duke of Brandon (1756–1799), ⚭ Elizabeth Burrell (1757–1837)
        3. Lady Elizabeth Douglas-Hamilton (1753–1797), ⚭ Edward Smith-Stanley, 12. Earl of Derby (1752–1834)

      2. III) Archibald Douglas-Hamilton, 9. Duke of Hamilton, 6. Duke of Brandon (1740–1819), ⚭ Lady Harriet Stewart († 1788)
        1. Alexander Douglas-Hamilton, 10. Duke of Hamilton, 7. Duke of Brandon (1767–1852), ⚭ Susan Beckford (1786–1859)
          1. William Douglas-Hamilton, 11. Duke of Hamilton, 8. Duke of Brandon (1811–1863), ⚭ Marie Amalie von Baden (1817–1888)
            1. William Douglas-Hamilton, 12. Duke of Hamilton, 9. Duke of Brandon (1845–1895), ⚭ Lady Mary Montagu (1854–1934)
              1. Lady Mary Douglas-Hamilton (1884–1957), ⚭ James Graham, 6. Duke of Montrose (1878–1954)

            2. Charles Douglas-Hamilton, 7. Earl of Selkirk (1847–1886)
            3. Lady Mary-Victoria Douglas-Hamilton (1850–1922), ⚭ I) Albert I. von Monaco (1848–1922), ⚭ II) Tassilo Graf Festetics de Tolna (1850–1933)

          2. Lady Susan Douglas-Hamilton (1814–1889), ⚭ I) Henry Pelham-Clinton, 5. Duke of Newcastle-under-Lyne (1811–1864), ⚭ II) M. Opdebeck

        2. Lord Archibald Douglas-Hamilton, M.P. (1769–1827)
        3. Lady Anne Douglas-Hamilton (1766–1846)
        4. Lady Charlotte Douglas-Hamilton (1772–1827), ⚭ Edward St. Maur, 11. Duke of Somerset (1775–1855)
        5. Lady Susan Douglas-Hamilton (1774–1846), ⚭ George Murray, 5. Earl of Dunmore (1762–1836)

      3. III) Lord Spencer Douglas-Hamilton (1742–1791)
      4. III) Lady Anne Douglas-Hamilton, (1738–1780), ⚭ Arthur Chichester, 1. Marquess of Donegall (1739–1799)

    2. Lord William Hamilton (1734–1733), ⚭ Frances Hawes († 1788)
    3. Lord Anne Hamilton (1709–1748), ⚭ Anna Powell († 1791)
      1. Hon. James Hamilton (1746–1804), ⚭ Lucy Lloyd († 1790)
        1. James Hamilton (um 1770–1802)
        2. Lucy Hamilton (um 1772), ⚭ Robert Anstruther (1768–1809), Brigadier-General

      2. Hon. Charles Hamilton, Admiral (1747–1825), ⚭ Lucretia Prosser
        1. Hamilton Hamilton, (1779–1856), ⚭ Maria Robinson
        2. Augustus Hamilton, (1781–1849), ⚭ Maria Hyde (1783–1865)
          1. Augustus Douglas-Hamilton (1807–1826)
          2. Charles Douglas-Hamilton (1808–1873), Captain, ⚭ I) Anna Apthorp (1826–1856), ⚭ II) Elizabeth Hill (1831–1867)
            1. Lady Helena Douglas-Hamilton, (1860–1950), ⚭ Reverend Robert Acland-Hood (1865–1912)
            2. Alfred Douglas-Hamilton, 13. Duke of Hamilton, 10. Duke of Brandon (1862–1940), ⚭ Nina Poore (1878–1951)
              1. Douglas Douglas-Hamilton, 14. Duke of Hamilton, 11. Duke of Brandon (1903–1973), ⚭ Lady Elizabeth Percy (* 1916)
                1. Angus Douglas-Hamilton, 15. Duke of Hamilton 12. Duke of Brandon (1938–2010), ⚭ I) Sarah Scott († 1994), ⚭ II) Jillian Robertson, ⚭ III) Kay Carmichael
                  1. Eleanor Douglas-Hamilton (* 1973) m.Bolton 3 May 2008 Ewan Mitchell
                  2. Anne Douglas-Hamilton (* 1976), ⚭ John McClure
                  3. Alexander Douglas-Hamilton, 15. Duke of Hamilton (* 1978), ⚭ Sophie Ann Rutherford (* 1976)
                    1. Douglas Charles Douglas-Hamilton, Marquess of Douglas and Clydesdale (* 2012)
                    2. Lord William Frederick Douglas-Hamilton (* 2014)
                    3. Lord Basil George Douglas-Hamilton (* 2016)

                  4. John Douglas-Hamilton (* 1979)

                2. James Douglas-Hamilton, Baron Selkirk of Douglas, 11. Earl of Selkirk (1942–2023), ⚭ Hon. Priscilla Buchan (* 1949)
                  1. John Andrew Douglas-Hamilton, 12. Earl of Selkirk (* 1978)
                  2. Charles Douglas-Hamilton (* 1979), ⚭ I) Katherine Fry
                  3. James Douglas-Hamilton (* 1981)
                  4. Harry Douglas-Hamilton (* 1981)

                3. Hugh Douglas-Hamilton (1946–1995), ⚭ I) June Curtis, ⚭ II) Sheilagh Ellis
                  1. Brendan Douglas-Hamilton (* 1974), ⚭ Josephine de Chair
                  2. Catherine Douglas-Hamilton (* 1976)

                4. Patrick Douglas-Hamilton (* 1950), ⚭ Cecilia Usher
                  1. Isabel Douglas-Hamilton (* 1991)

                5. David Douglas-Hamilton (* 1952)

              2. Lady Jean Douglas-Hamilton (* 1904), ⚭ I) Charles Mackintosh (* 1903), ⚭ II) Leo Zinovieff (1905–1951), ⚭ III) Vivian Bell
              3. George Douglas-Hamilton, 10. Earl of Selkirk (1906–1994), ⚭ Audrey Drummond-Sale-Barker († 1994)
              4. Lady Margaret Douglas-Hamilton (* 1907), ⚭ James Drummond-Hay, of Seggieden (* 1905)
              5. Lord Malcolm Douglas-Hamilton, Master of Selkirk (1909–1964), ⚭ I) Clodagh Bowes-Lyon (1908–2003), ⚭ II) Natalie Wales
                1. Diana Douglas-Hamilton (* 1932), ⚭ Gavin William Younger
                2. Fiona Douglas-Hamilton (* 1935), ⚭ Jeremy Wise († 1990)
                3. Alasdair Douglas-Hamilton (* 1939), ⚭ Angela Longley
                  1. Fenella Douglas-Hamilton (* 1966), ⚭ H. Igor Zevenbergen
                  2. Angus Douglas-Hamilton (* 1968), ⚭ Justine Levene
                    1. Siana Douglas-Hamilton (* 1997)
                    2. William Douglas-Hamilton (* 1999)

                  3. Geordie Douglas-Hamilton (* 1969), ⚭ Katarzyna Muszynska
                  4. Tessa Douglas-Hamilton (* 1980), ⚭ Matthew Humphrey

                4. Niall Douglas-Hamilton (1943–1964)

              6. Lord David Douglas-Hamilton (1912–1944), ⚭ Ann Prunella Stack (1914–2010)
                1. Diarmaid Douglas-Hamilton (* 1940), ⚭ I) Margaret Hambrecht, ⚭ II) Margaret Spencer
                2. Iain Douglas-Hamilton (* 1942), ⚭ Oria Rocco
                  1. Saba Douglas-Hamilton (* 1970), ⚭ Frank Pope (* 1973)
                  2. Dudu Douglas-Hamilton (* 1971)

              7. Lady Mairi Douglas-Hamilton (1914–1927)

            3. Lady Isobel Douglas-Hamilton (1864–1941), ⚭ Cyril Ryder (1863–1907)
            4. Lady Flora Douglas-Hamilton (1866–1957), ⚭ Robert Poore (1866–1938)

          3. Francis Douglas-Hamilton (1811–1874), ⚭ Emma Coventry († 1868)
            1. Rosabel Douglas-Hamilton (1838–1917), ⚭ Albert Charles Hadland († um 1922)
            2. Archibald Douglas-Hamilton (1840–1876)
            3. Algernon Douglas-Hamilton (1844–1891), ⚭ Idonia Douglas-Hamilton
              1. Percy Douglas-Hamilton (1875–1940), ⚭ I) Edith Hamilton Wills (1871–1927), ⚭ II) Barbara Chiappini (1907–1975)
                1. John Douglas-Hamilton (* 1930), ⚭ I) June Michler, ⚭ II) Delia Davies
                  1. John Douglas-Hamilton (* 1957)
                    1. Reece Douglas-Hamilton (* 2001)

                  2. Tessa Douglas-Hamilton (* 1958), ⚭ Peter Fraser-Grant
                  3. Debra Douglas-Hamilton (* 1959), ⚭ Christopher Growstra
                  4. Diana Douglas-Hamilton (* 1959), ⚭ Lawrence Thackwray

                2. Diana Douglas-Hamilton (* 1932), ⚭ Ian Austin († 1973)

              2. Constance Douglas-Hamilton (1877–1962), ⚭ John Stern († 1923)
              3. Edith Douglas-Hamilton (1879–1965), ⚭ James Boyle († 1941)
              4. Ethel Douglas-Hamilton († 1906)

            4. Aubrey Douglas-Hamilton (1851–1933), ⚭ Lucy Fitzgerald († 1939)
              1. Kenneth Douglas-Hamilton (1879–1944), ⚭ Maude Phillips
              2. Lesley Douglas-Hamilton (1881–1916)
              3. Herbert Douglas-Hamilton (1886–1963), ⚭ Ruth Harrison († 1974)
                1. Doreen Douglas-Hamilton (* 1914), ⚭ Alan Davidson
                2. Cecil Douglas-Hamilton (* 1916), ⚭ Ada Donily

              4. Irene Douglas-Hamilton (1883–1934)
              5. Claud Douglas-Hamilton (1889–1961), ⚭ Evelyn Chater (* 1893)
                1. Evelyn Douglas-Hamilton (1916–2003), ⚭ I) Jack Rawlins († 1946), ⚭ II) Hedley Boardman

          4. Douglas Douglas-Hamilton (1814–1894), ⚭ Frances Graves (1821–1897)
            1. Alexander Douglas-Hamilton
            2. Patrick Douglas-Hamilton
            3. Frederick Douglas-Hamilton (* 1852), ⚭ Elizabeth White
            4. Idonia Douglas-Hamilton († 1910), ⚭ Algernon Douglas-Hamilton
            5. Maria Douglas-Hamilton (* 1853), ⚭ George Dawson

          5. Sir Frederic Douglas-Hamilton, Minister-Resident und Generalkonsul in Ecuador (1815–1887), ⚭ Marina Norton († 1871)
            1. Frederick Douglas-Hamilton (1843–1917), ⚭ Josephine Baumann
            2. Annie Douglas-Hamilton (1845–1900), ⚭ Stephen Dix († 1880)
            3. Augustus Douglas-Hamilton (1847–1906), ⚭ Therese Wentworth
              1. Marina Douglas-Hamilton (* 1883)

            4. Augusta Douglas-Hamilton (1856–1929)
            5. Archibald Douglas-Hamilton (1861–1908), ⚭ Margaret Pemberton-Binns (* 1880)

          6. Reverend Adolphus Douglas-Hamilton (1816–1893), ⚭ Henrietta Carew (1829–1901)
            1. Edith Douglas-Hamilton (1848–1940)
            2. Florence Douglas-Hamilton (1852–1937), ⚭ Edmund Peel (1858–1918)
            3. Mary Douglas-Hamilton (1856–1923), ⚭ 1896 Henry Steuart († 1936)
            4. Eva Douglas-Hamilton (1863–1954), ⚭ George Wallace († 1928)

          7. Alfred Douglas-Hamilton (1818–1895), ⚭ I) Adelaide Black († 1870), ⚭ II) Harriette Peters († 1929)
            1. Annie Douglas-Hamilton († 1877), ⚭ Everard Neave (1844–1896)
            2. Nina Douglas-Hamilton (1849–1943), ⚭ Sir William Dunbar, 9. Baronet, of Mochrum (1844–1931)
            3. Alfred Douglas-Hamilton (1856–1942), ⚭ Katherine Gould (1864–1938)
            4. William Douglas-Hamilton (1864–1948), ⚭ Alice Legge (1875–1958)
            5. Evelyn Douglas-Hamilton (1879–1855)
            6. Amy Douglas-Hamilton (1880–1961)

          8. Octavius Douglas-Hamilton (1821–1904), Major-General, ⚭ Katherine Macleod (1831–1902)
            1. Hamilton Douglas-Hamilton (1853–1929), ⚭ I) Lillie Bowles († 1918), ⚭ II) Hon. Agnes Bateman-Hanbury (1866–1947)
              1. Basil Douglas-Hamilton (1876–1920), ⚭ Dorothy Franks
              2. Ilta Douglas-Hamilton (1879–1957), ⚭ Henry Watt († 1940)
              3. Mary Douglas-Hamilton (* 1885), ⚭ Christopher Ingoldby († 1927)
              4. James Douglas-Hamilton (* 1890), ⚭ Joan MacCormac († 1975)

            2. Augustus Douglas-Hamilton (1854–1928), ⚭ Frances Cloete († 1938)
            3. Charles Douglas-Hamilton (1856–1935), ⚭ Mary Whitla († 1948)
              1. Elsie Douglas-Hamilton (* 1891)

            4. Katherine Douglas-Hamilton (1859–1944)
            5. Angus Douglas-Hamilton (1863–1915), ⚭ Anna Mackenzie (1866–1945)
              1. Camilla Douglas-Hamilton (1895–1957)

          9. Alexandrina Douglas-Hamilton (* 1824), ⚭ Robert Peel
          10. Lucretia Douglas-Hamilton (* 1826), ⚭ Stephen Briggs

    4. II) Elizabeth Hamilton († 1702)
    5. II) Catharine Hamilton († 1712)
    6. II) Charlotte Hamilton (um 1704–1777), ⚭ Charles Edwin of Dunraven († 1750)
    7. II) Susan Hamilton († 1755), ⚭ Anthony Tracy-Keck of Great Tew
    8. [illegitim] Charles Hamilton (1691–1754)
      1. Charles Hamilton († 1800)
        1. Charles Hamilton

      2. [illegitim] James Abercrombie, 1. Baronet, of Edinburgh († 1724), Captain

  2. William Hamilton († vor 1655)
  3. Charles Hamilton, 2. Earl of Selkirk (1662/63–1739)
  4. John Douglas-Hamilton, 3. Earl of Selkirk, 1. Earl of Ruglen (1665–1744), ⚭ I) Anne Kennedy, ⚭ II) Elizabeth Hutchinson († 1734)
    1. I) William Douglas-Hamilton, Lord Daer (1696–1742), Captain
    2. I) Anne Douglas-Hamilton, Countess of Ruglen (1698–1748), ⚭ I) William Douglas, 2. Earl of March (um 1696–1730/31), ⚭ II) Anthony Sawyer
    3. I) Susan Douglas-Hamilton (1699–1763), ⚭ John Kennedy, 8. Earl of Cassilis († 1759)

  5. George Hamilton, 1. Earl of Orkney, Field Marshal, (1666–1736/37), ⚭ Elizabeth Villiers († 1733)
    1. Anne Hamilton, 2. Countess of Orkney († 1756), ⚭ William O’Brien, 4. Earl of Inchiquin (1700–1777)
    2. Frances Hamilton († 1772), ⚭ Thomas Lumley, 3. Earl of Scarborough († 1752)
    3. Harriet Hamilton († 1732), ⚭ John Boyle, 5. Earl of Cork, 5. Earl of Orrery († 1762)

  6. Basil Douglas-Hamilton (1671–1701), ⚭ 1691 Mary Dunbar of Baldoon (um 1674–1760)
    1. William Hamilton of Baldoon († 1703)
    2. Basil Hamilton of Baldoon (1696–1742), ⚭ Isabella Mackenzie († 1725)
      1. Dunbar Hamilton, 4. Earl of Selkirk (1722–1799), ⚭ Helen Hamilton († 1802)
        1. Sholto Douglas, Lord Daer (1759–1760)
        2. Basil Douglas, Lord Daer (1763–1794)
        3. John Douglas, Lord Daer (1765–1797)
        4. Dunbar Douglas (1766–1796), Captain
        5. Alexander Douglas (1767–1794), Captain
        6. David Douglas (1769–1770)
        7. Thomas Douglas, 5. Earl of Selkirk (1771–1820), ⚭ Jean Colvile († 1871)
        8. Isabella Douglas († 1830)
        9. Helen Douglas († 1837), ⚭ Sir James Hall, 4. Baronet, of Dunglass († 1832), M.P.
        10. Mary Douglas († 1798)
        11. Elizabeth Douglas († 1814), ⚭ Sir James Montgomery, 2. Baronet, of Stanhope († 1839), M.P.
        12. Katherine Douglas († 1848), ⚭ John Halkett, Gouverneur der Bahamas
        13. Anne Douglas (*/† 1782)

      2. Basil Hamilton († jung)
      3. Mary Hamilton (1720–1750), ⚭ Ranald Macdonald, of Clanranald, of Benbecula († 1776)
      4. Elizabeth Hamilton (* 1721, † jung)

    3. Eleanor Douglas-Hamilton (um 1694–1783), ⚭ John Murray of Philiphaugh († 1753), Sheriff of Selkirk
    4. Catherine Douglas-Hamilton († 1779), ⚭ Thomas Cochrane, 6. Earl of Dundonald († 1737)

  7. Archibald Douglas-Hamilton of Riccartoun, Pardovan and Confey Castle (1673–1754), Gouverneur von Jamaika, ⚭ I) Anne Lucas († 1709), ⚭ II) Anne Hamilton († 1719), ⚭ III) Jane Hamilton († 1753)
    1. III) Charles Douglas-Hamilton († 1751), ⚭ Mary Catherine Dufresne
      1. Mary Douglas-Hamilton, ⚭ John Dickinson

    2. III) Frederic Douglas-Hamilton, Archdeacon of Raphoe (1728–1811), ⚭ Rachel Daniel
      1. Elizabeth Douglas-Hamilton († 1846), ⚭ John Stratford, 3. Earl of Aldborough († 1823)

    3. Archibald Douglas-Hamilton († 1744)
    4. Sir William Douglas-Hamilton (1730–1803), Botschafter, ⚭ I) Catherine Barlow († 1782), ⚭ II) Emma Hart (1765–1815)
    5. Elizabeth Douglas-Hamilton († 1800), ⚭ I) Francis Graville, 1. Earl of Warwick (1719–1773), ⚭ II) General Robert Clerk († 1797)
    6. Jane Douglas-Hamilton († 1771), ⚭ Charles Shaw, 9. Lord Cathcart († 1776)

  8. Mary Douglas-Hamilton (1657–1673)
  9. Catherine Douglas-Hamilton (1662–1707), ⚭ John Murray, 1. Duke of Atholl (1659/60–1724)
  10. Susanna Douglas-Hamilton († 1736/37), ⚭ I) John Cochrane, 2. Earl of Dundonald (um 1660–1690), ⚭ II) Charles Hay, 3. Marquess of Tweeddale (1670–1715)
  11. Margaret Douglas-Hamilton († 1731), ⚭ James Maule, 4. Earl of Panmure († 1723)

### Linie Douglas of Dalkeith
1. Sir James Douglas of Dalkeith († 1420) ⚭ Agnes Dunbar → Vorfahren siehe oben Stammliste
  1. Janet Douglas ⚭ Sir John Hamilton, 4. Laird of Cadzow
  2. Sir James Douglas, 1. Laird of Dalkeith († 1440/41), ⚭ I) Lady Elizabeth Stewart, Tochter König Roberts III. von Schottland
    1. I) James Douglas, 2. Laird of Dalkeith († um 1457) ⚭ Elizabeth Gifford
      1. James Douglas, 1. Earl of Morton († 1492) ⚭ Joan Stewart, Tochter König Jakobs I. von Schottland
        1. Lady Janet Douglas († vor 1490) ⚭ Patrick Hepburn, 1. Earl of Bothwell
        2. James Douglas († nach 1480)
        3. Lady Elizabeth Douglas († nach 1479)
        4. John Douglas, 2. Earl of Morton (vor 1466–um 1512) ⚭ Janet Crichton
          1. Lady Elizabeth Douglas († 1527) ⚭ Robert Keith, Master of Marischal
          2. James Douglas, 3. Earl of Morton († 1548) ⚭ Catherine Stewart, Tochter König Jakobs IV. von Schottland
            1. Lady Beatrix Douglas († nach 1583) ⚭ Robert Maxwell, 5. Lord Maxwell
            2. Lady Elizabeth Douglas ⚭ James Douglas, 4. Earl of Morton
            3. Lady Margaret Douglas (um 1510–um 1579) ⚭ James Hamilton, 2. Earl of Arran

          3. Richard Douglas
          4. Lady Agnes Douglas (* um 1505) ⚭ Alexander Livingston, 5. Lord Livingston

    2. I) Henry Douglas of Dalkeith († vor 1456) ⚭ Lady Margaret Douglas
      1. Hugh Douglas

    3. I) William Douglas (1390–1425)
    4. II) Sir William Douglas, 1. Laird of Whittinghame († 1484) → Nachkommen siehe unten Linie Douglas of Whittinghame

  3. Margaret Douglas ⚭ Philip de Arbuthnott
  4. William Douglas
  5. Agnes Douglas († um 1422) ⚭ Sir John Livingston of Callendar

#### Linie Douglas of Whittinghame
1. Sir William Douglas, 1. Laird of Whittinghame († 1484) ⚭ Euphemia → Vorfahren siehe oben Linie Douglas of Dalkeith
  1. Katherine Douglas ⚭ Archibald Napier, 4. Laird of Merchistoun
  2. William Douglas, 2. Laird of Whittinghame († nach 1484) ⚭ Janet Matheson
    1. William Douglas, 3. Laird of Whittinghame († nach 1572) ⚭ Elizabeth Lauder
      1. Rev. Archibald Douglas (vor 1540–nach 1587) ⚭ Lady Jean Hepburn, Tochter des Patrick Hepburn, 3. Earl of Bothwell
      2. William Douglas, 4. Laird of Whittinghame (um 1540–1595) ⚭ Margaret Maitland, Tochter des Richard Maitland, Lord Lethington
        1. Archibald Douglas, 5. Laird of Whittinghame († 1628)
          1. Anne Douglas, ⚭ I) Patrick Barclay of Towie, ⚭ II) Sir Patrick Ogilvie of Boyne

        2. Patrick Douglas of Standingstone († 1626) ⚭ Christina Leslie
          1. William Douglas († 1632)
          2. Archibald Douglas († um 1629)
          3. Richard Douglas
          4. Robert Graf Douglas (1611–1662) → Nachkommen siehe unten Schwedische Linie Douglas

##### Schwedische Linie Douglas
1. Robert Graf Douglas zu Skenninge (1611–1662) ⚭ Hedwig Mörner → Vorfahren siehe oben Linie Douglas of Whittinghame
  1. Wilhelm Graf Douglas (1646–1674)
  2. Gustav Graf Douglas (1648–1705), Landeshauptmann von Västerbotten
    1. Hedwig Gräfin Douglas (1681–1761) ⚭ Freiherr Gustaf Rålamb (1675–1751)
    2. Wilhelm Graf Douglas (1683–1763), holstein-gottorper Generalmajor, ⚭ Maria Houtman van Bouchshorn (1682–1771)
      1. Beata Margareta Gräfin Douglas (1716–1805)
      2. Maria Wilhelmina Gräfin Douglas (1717–1803)
      3. Johann Wilhelm Graf Douglas (1718–1770)
      4. Hedwig Christina Gräfin Douglas (1719–1805)
      5. Wilhelm Otto Graf Douglas (1721–1776), schwedischer Hofmarschall, ⚭ Eleonora Lovisa Sofia Dohna (1726–1797)
        1. Hedwig Maria Wilhelmina Gräfin Douglas (1750–1752)
        2. Robert Delphicus Graf Douglas (1751–1810) ⚭ Anna Beata Hellstedt (1752–1812)
        3. Beata Louisa Gräfin Douglas (1752–1760)
        4. Wilhelmina Gräfin Douglas (1753–1839) ⚭ Johan Daniel Ehrenborg (1744–1815)
        5. Karl Wilhelm Graf Douglas (1754–1822) ⚭ Marta Catharina Montgomery (1762–1839)
          1. Wilhelm Christopher Robert Graf Douglas (1784–1844) ⚭ Magdalena Sofia Lagerfelt (1797–1834)
            1. Carl Israel Wilhelm Graf Douglas (1824–1898) → Nachkommen siehe unten Linie Douglas-Langenstein

          2. Karl Gustav Friedrich Graf Douglas (1786–1788)
          3. Eva Beata Christina Lovisa Gräfin Douglas (1790–1819) ⚭ Bernhard Fredrik Gyllenram (1786–1840)
          4. Wilhelmina Charlotta Catharina Gräfin Douglas (1800–1801)

        6. Ulrika Eleonora Gräfin Douglas (1756–1760)
        7. Gustav Graf Douglas (1757–1757)
        8. Gustav Otto Graf Douglas (1759–1830), Stabsadjutant des schwedischen Königs
        9. Johann Friedrich Graf Douglas (1761–1762)

      6. Ulrika Charlotta Gräfin Douglas (1724–1754)
      7. Anna Catharina Gräfin Douglas (1725–1726)

    3. Christina Catharina Gräfin Douglas (1684–1747) ⚭ Freiherr Claes Rålamb (* 1682)
    4. Gustav Otto Graf Douglas (1687–1771), russischer General → Nachkommen siehe unten Russisch-baltische Linie Douglas
    5. Carl Graf Douglas (1688–1688)
    6. Axel Graf Douglas (1689–1693)
    7. Robert Adolf Graf Douglas (1690–1712)
    8. Ulrika Eleonora Gräfin Douglas (1691–1698)
    9. Jakob Graf Douglas (1693–1710)
    10. Beata Margareta Gräfin Douglas (1694–1773) ⚭ Gabriel Freiherr Falkenberg zu Trystorp (1685–1756)
    11. Ebba Charlotta Gräfin Douglas (1696–1773) ⚭ Conrad Freiherr Ribbing zu Zernava (1671–1736)
    12. Karl Ulrich Graf Douglas (1699–1700)
    13. Johann Gabriel Graf Douglas (1700–1729)

  3. Axel Graf Douglas (1650–1673)
  4. Adolf Graf Douglas (1651–1674)
  5. Christina Gräfin Douglas (1652–1712) ⚭ 1680 Gustav Adolf Oxenstierna, Graf zu Korsholm und Vaasa (1648–1697)
  6. Karl Graf Douglas (1656–1678)
  7. Robert Graf Douglas (1662–1665)

###### Linie Douglas-Langenstein
1. Carl Israel Wilhelm Graf Douglas (1824–1898) ⚭ Louise Gräfin von Langenstein und Gondelsheim → Vorfahren siehe oben Schwedische Linie Douglas
  1. Wilhelm Ludwig Karl Graf Douglas (1849–1908) ⚭ Valerie Weiss (1861–1927)
    1. Edith Wilhelmina Gräfin Douglas (1891–1937)

  2. Ludwig Wilhelm August Graf Douglas (1849–1916), schwedischer Außenminister, ⚭ Anna Ehrensvärd
    1. Anna Louisa Dorotea Gräfin Douglas (1878–1964) ⚭ Theodor Adelswärd
    2. Karl Robert Graf Douglas (1880–1955), ⚭ I) Sofie von Fine Blaauw, ⚭ II) Auguste Viktoria von Hohenzollern
      1. Ludwig Wilhelm Karl Graf Douglas (1907–1987) ⚭ Ursula von Ellrichshausen
        1. Madeleine Gräfin Douglas (* 1939) ⚭ I) Christoph Albert Eugen Ferdinand von Malaisé, ⚭ II) John Denham, ⚭ III) Sir Raymond Hoffenberg
        2. Gunilla Gräfin Douglas (* 1941) ⚭ Peter Henry Arthur Stanley (* 1933)
        3. Axel Graf Douglas (* 1943) ⚭ I) Johanna Prinzessin von Sayn-Wittgenstein-Hohenstein, ⚭ II) Karen-Marguerite von Kühlmann, ⚭ III) Johanna Ernst
          1. Leonille Gräfin Douglas (* 1972)

        4. Hubertus Graf Douglas (* 1952) ⚭ Theresia von Oppen

      2. Ludwig Friedrich Morton Graf Douglas (1909–1979), ⚭ I) Anne-Marie Staehelin, ⚭ II) Edith Straehl
        1. Patrick Morton Robert Friedrich Graf Douglas (1938–2010), ⚭ I) Alexandra Margarethe Helene Anita von Berlichingen, ⚭ II) Helga Ambros
        2. Catharina Louisa Gräfin Douglas (* 1941) ⚭ I) Russell Layland, ⚭ II) Alain Paul Charles Le Menestrel
        3. Beatrice Gräfin Douglas (* 1944) ⚭ Rudolf Graf von Blanckenstein
        4. Christoph Archibald Ludwig Friedrich Graf Douglas (1948–2016) ⚭ Bergit Oetker
          1. Marie-Catherine Beatrice Felicitas Gräfin Douglas (* 1985)
          2. Ludwig John Patrick Graf Douglas (* 1986)
          3. Leopold Hubertus Graf Douglas (* 1989)

      3. Gustav Otto Robert Graf Douglas zu Gestorp (1914–1985), ⚭ Mielikki Tapiovaara
      4. Louise Victoria Anna Maria Catharina Madeleine Gräfin Douglas (* 1921), ⚭ I) Dennis von Bieberstein-Krasicki von Siecin, ⚭ II) Zygmunt von Michalow Michalowski

    3. Wilhelm Archibald Graf Douglas zu Stjärnorp (1883–1960), schwedischer Generalleutnant, ⚭ Astrid Henschen
      1. Carl Ludwig Graf Douglas zu Stjärnorp (* 1908) ⚭ Ottora Maria Haas-Heye (* 1910)
        1. Gustaf Graf Douglas (1938–2023)
        2. Elisabeth Gräfin Douglas (* 1940) ⚭ Max Emanuel Herzog in Bayern (* 1937)
        3. Rosita Astri Libertas Gräfin Douglas (* 1943) ⚭ John Spencer-Churchill, 11. Duke of Marlborough
        4. Philipp Graf Douglas

      2. Gustav Archibald Graf Douglas (1910–1992) ⚭ Margareta Christina Henriette Lagerfelt (1924–2010)
        1. Carl Axel Archibald Douglas (* 1949) ⚭ Walburga Maria Helene Elisabeth Franziska von Habsburg (* 1958)

      3. Jakob Morton Graf Douglas (* 1912)
      4. Gustav Ludvig Salomon Graf Douglas (1917–1934)

    4. Hedwig Ingeborg Madeleine Gräfin Douglas (1886–1983) ⚭ Charles Louis Fouché d’Otrante, 6. duc d' Otrante
    5. Carl Sholto Graf Douglas (1888–1946) ⚭ Maria Matilde Hedwig von Schlichting (* 1895)
      1. Hedwig Christina Anna Antonia Hélène Gräfin Douglas (* 1923)
      2. Marie Madeleine Louise Leopoldine Gräfin Douglas (* 1927)

    6. Ellen Maria Augusta Gräfin Douglas (1892–1987) ⚭ Martin Mansson
    7. Oscar Wilhelm Graf Douglas zu Kolfall (1896–1991) ⚭ Dagmar Ida Skarstedt
      1. Jakob Ludwig Graf Douglas (* 1927)
      2. Gustaf Otto Sigfrid Theodor Graf Douglas (* 1930)
      3. Anna Dagmar Louise Dorothé Gräfin Douglas (* 1936)
      4. Maria Vilhelmina Gräfin Douglas (* 1941)

  3. Magdalena Sophie Henriette Gräfin Douglas (1852–1899) ⚭ Hans Freiherr von Meyern-Hohenberg
  4. Catherine Caroline Luise Gräfin Douglas (1852–1893) ⚭ Heinrich Freiherr Gayling von Altheim
  5. Maria Gräfin Douglas (1854–1923) ⚭ Carl August Philipp Graf von der Goltz
  6. Friedrich Archibald Graf Douglas (1859–1921)

###### Russisch-baltische Linie Douglas
1. Gustav Otto Graf Douglas (1687–1771), russischer General, ⚭ Helena von Schlippenbach (1700–1767) → Vorfahren siehe oben Schwedische Linie Douglas
  1. Helena Elisabeth Gräfin Douglas (1768–1768) ⚭ Detlof Gustaf von Wrangel († 1742)
  2. Waldemar Gustav Graf Douglas (1719–1754)
  3. Catharina Juliana Gräfin Douglas (* 1723)
  4. Robert Vilhelm Graf Douglas (1724–1778) ⚭ Margareta Juliana von Knorring (1725–1805)
    1. Gustav Magnus Graf Douglas (1752–1755)
    2. Helena Wilhelmina Gräfin Douglas (1754–1754)
    3. Robert Archibald Graf Douglas (1754–1818) ⚭ Sofia Eleonora von Mohrenschildt (1761–1815)
      1. Juliana Eleonora Gräfin Douglas (1781–1833) ⚭ Graf Alexander von Igelström (1770–1855), russischer Generalmajor

    4. Ottiliana Helena Gräfin Douglas (1756–1797) ⚭ Henrik Johan von Mohrenschildt (1756–1820)
    5. Louise Juliana Gräfin Douglas (1757–1829) ⚭ Wilhelm Baron von Taube zu Wildruck
    6. Stephanie Gustava Gräfin Douglas (1758–1788) ⚭ Berend Reinhold von Mohrenschildt († 1807)
    7. Peter Graf Douglas (1759–1808) ⚭ Sofia Helena von Bjelsky (1759–1821)
    8. Lisa Helena Gräfin Douglas (* 1761)
    9. Catharina Gräfin Douglas (* 1762)
    10. Fredrik Anton Graf Douglas (1764–1826)

### Linie Douglas of Lochleven
1. Sir Henry Douglas of Lochleven ⚭ Margery Stewart, Tochter des Sir John Stewart of Ralston → Vorfahren siehe oben Stammliste
  1. Sir William Douglas († 1421) ⚭ Marjorie Lindsay, Tochter des David Lindsay, 1. Earl of Crawford
    1. Sir Henry Douglas of Lochleven († um 1469) ⚭ Elizabeth Erskine
      1. Eliza Douglas of Lochleven ⚭ Sir John Drummond, 1. Laird of Innerpeffray
      2. Sir Robert Douglas of Lochleven († 1513) ⚭ Elizabeth Boswell
        1. Sir Robert Douglas of Lochleven ⚭ Margaret Balfour
          1. Thomas Douglas, Younger of Lochleven ⚭ Elizabeth Boyd
            1. Sir Robert Douglas of Lochleven († 1547) ⚭ Margaret Erskine
              1. Robert Douglas, Earl of Buchan († 1580) ⚭ Christina Stewart, 4. Countess of Buchan
                1. Lady Elizabeth Douglas ⚭ Andrew Fraser, 1. Lord Fraser
                2. Lady Marion Douglas ⚭ Alexander Irvine, 9. Laird of Drum
                3. James Douglas, 5. Earl of Buchan (um 1580–1601) ⚭ Margaret Ogilvy
                  1. Mary Douglas, 6. Countess of Buchan († 1628); ⚭ James Erskine, Earl of Buchan

              2. Sir George Douglas
                1. Margaret Douglas († nach 1615) ⚭ George Ramsay, 1. Lord Ramsay of Dalhousie

              3. William Douglas, 6. Earl of Morton (1540–1606) ⚭ Lady Agnes Leslie, Tochter des George Leslie, 4. Earl of Rothes
                1. Hon. James Douglas, ⚭ I) Mary Kerr, ⚭ II) Helen Scott, ⚭ II) Jean Anstruther
                  1. III) Isabel Douglas

                2. Lady Margaret Douglas ⚭ Sir John Wemyss of Wemyss
                3. Lady Eupheme Douglas ⚭ Sir Thomas Lyon, Master of Glamis
                4. Robert Douglas, Master of Morton († 1585) ⚭ Jean Lyon
                  1. William Douglas, 7. Earl of Morton (1582–1648) ⚭ Lady Anne Keith
                    1. Lady Isabel Douglas, ⚭ I) Robert Ker, 1. Earl of Roxburghe, ⚭ II) James Graham, 2. Marquess of Montrose
                    2. Lady Anne Douglas († um 1667) ⚭ George Hay, 2. Earl of Kinnoull
                    3. Lady Mary Douglas ⚭ Charles Seton, 2. Earl of Dunfermline
                    4. John Douglas († 1650)
                    5. George Douglas
                    6. Lady Margaret Douglas (1610–1678) ⚭ Archibald Campbell, 1. Marquess of Argyll
                    7. Robert Douglas, 8. Earl of Morton († 1649) ⚭ Elizabeth Villiers
                      1. William Douglas, 9. Earl of Morton († 1681) ⚭ I) Lady Grizel Middleton, ⚭ II) Marjory Foulis
                      2. Lady Anne Douglas ⚭ William Keith, 6. Earl Marischal
                      3. Lady Mary Douglas ⚭ Sir Donald Macdonald, 3. Baronet of Sleat
                      4. Robert Douglas († 1661)
                      5. Lady Jean Douglas ⚭ James Home, 3. Earl of Home

                    8. James Douglas, 10. Earl of Morton († 1686) ⚭ Anne Hay, Tochter des Sir James Hay, 1. Baronet of Smithfield
                      1. James Douglas, 11. Earl of Morton († 1715)
                      2. Robert Douglas, 12. Earl of Morton († 1730)
                      3. George Douglas, 13. Earl of Morton (1662–1738) ⚭ Frances Adderly
                        1. James Douglas, 14. Earl of Morton (um 1703–1768), ⚭ I) Agatha Halyburton, ⚭ II) Bridget Heathcote
                          1. I) Sholto Douglas, 15. Earl of Morton (1732–1774) ⚭ Catherine Hamilton
                            1. George Douglas, 16. Earl of Morton (1761–1827) ⚭ Susan Elizabeth Buller-Yarde-Buller
                            2. Hon. Hamilton Douglas-Halyburton of Pitcur (1763–1783)

                          2. I) Lady Frances Douglas (1733–1739)
                          3. I) Lady Mary Douglas (1737–1816) ⚭ Charles Gordon, 4. Earl of Aboyne
                          4. I) Hon. George Douglas (1738–1744)
                          5. II) Hon. John Douglas (1756–1818) ⚭ Lady Frances Lascelles
                            1. Lady Caroline Douglas († 1873) ⚭ William Augustus Lane Fox
                            2. Lady Elizabeth Emma Douglas († 1857) ⚭ William Hamilton Ash
                            3. Frances Douglas († 1833) ⚭ Lt.-Gen. Sir William Stewart, Sohn des John Stewart, 7. Earl of Galloway
                            4. George Douglas, 17. Earl of Morton (1789–1858) ⚭ Frances Theodora Rose
                              1. Lady Ellen Susan Anne Douglas († 1914) ⚭ Rev. Hon. Douglas Hamilton-Gordon
                              2. Lady Gertrude Jane Douglas († 1924) ⚭ Hon. Mark George Kerr Rolle
                              3. Lady Harriet Bridget Emily Douglas († 1832)
                              4. Lady Alice Louisa Douglas († 1913) ⚭ Rt. Rev. Alexander Ewing
                              5. Lady Agnes Charlotte Douglas († 1907) ⚭ Maj.-Gen. Sir Owen Tudor Burne
                              6. Sholto Douglas, 18. Earl of Morton (1818–1884), ⚭ I) Helen Watson, ⚭ II) Lady Alice Anne Caroline Lambton
                                1. I) Sholto Douglas, 19. Earl of Morton (1844–1935) ⚭ Hon. Helen Geraldine Ponsonby
                                  1. Sholto Charles Douglas, Lord Aberdour (1878–1911) ⚭ Minnie Christina Brenda Hay
                                    1. Sholto Douglas, 20. Earl of Morton (1907–1976)
                                    2. Lady Helen Christina Joanna Douglas (1909–1965) ⚭ Hubert Trench Crane

                                  2. Hon. Charles William Sholto Douglas (1881–1960), ⚭ I) Alice Agnes Fox-Pitt, ⚭ II) Florence Timson
                                    1. I) Helen Alice Douglas (1921–2009) ⚭ Brian Abdy-Collins
                                    2. I) Thomas William Douglas (1924–1943)
                                    3. II) John Douglas, 21. Earl of Morton (1927–2016) ⚭ Mary Sheila Gibbs
                                      1. Lady Mary Pamela Douglas (* 1950) ⚭ Richard Callander
                                      2. John Douglas, 22. Earl of Morton (* 1952) ⚭ Amanda Kirsten Mitchell
                                        1. John David Sholto Douglas, Lord Aberdour (* 1986) ⚭ Sarah Rosemary Rizzo
                                          1. John Archibald Sholto Douglas (* 2018)

                                        2. Katherine Florence Douglas (* 1989)
                                        3. Jennifer Mary Douglas (* 1991)

                                      3. Hon. Charles James Sholto Douglas (* 1954) ⚭ Anne Morgan
                                        1. Rebecca Katherine Douglas (* 1982)
                                        2. James William Sholto Douglas (* 1984)
                                        3. Jillian Rosamond Florence Douglas (* 1986)

                                  3. Hon. Archibald Roderick Sholto Douglas (1883–1971) ⚭ Winona Constance de Maraisville Peake
                                    1. Roderick Walter Sholto Douglas (1908–1990), ⚭ I) Elizabeth Margaret Cooper, ⚭ II) Margaret Tennent
                                      1. I) Anna Winona Douglas (* 1936) ⚭ Thomas Charles Bushby
                                      2. I) Juliet Elizabeth Douglas (* 1941) ⚭ Graham Henry Peters
                                      3. I) Alastair Sholto Douglas (* 1949) ⚭ Diane Adams
                                        1. Chantal Bernadine Douglas (* 1974)
                                        2. Fay Robyn Douglas (* 1977)
                                        3. Michael Bruce Sholto Douglas (* 1979)

                                      4. II) Bruce Sholto Douglas (1951–2019)

                                    2. Brigadier Patrick Sholto Douglas (1912–1977) ⚭ Maude Carol Hermione Orr
                                      1. Katharine Diana Douglas (* 1942) ⚭ Peter R. C. Hendriks

                                    3. Rosemary Douglas (* 1915) ⚭ Winfred Marlet Curtis
                                    4. Peter Frederic Sholto Douglas (1916–1989) ⚭ Ursula Rivers
                                      1. Roderick Gavin Sholto Douglas (1944–1995)
                                      2. Sara Douglas (* 1947) ⚭ Peter David Newbery

                                  4. Hon. William Sholto Douglas (1886–1932) ⚭ Hon. Ethel Georgiana Frances Somerset
                                    1. Ian FitzRoy Sholto Douglas (1916–1998) ⚭ Heather Joan MacLean
                                      1. William Hew Sholto Douglas (* 1947)
                                      2. Elizabeth Heather Winifred Douglas (* 1948)
                                      3. Jane Charlotte Georgiana Douglas (* 1950)
                                      4. Peter James Douglas (* 1952)

                                    2. Maurice William Sholto Douglas (1919–1920)
                                    3. Jean Georgiana Ethel Douglas (* 1922) ⚭ Peter Edward Findley Heneage
                                    4. Ronald George Sholto Douglas (1926–1996), ⚭ I) Margaret Jean Gai Eliott-Drake McClure, ⚭ II) Valerie Quarterman
                                      1. I) Roderick Olaf William Sholto Douglas (* 1953)
                                      2. I) Malcolm David Sholto Douglas (* 1955)
                                      3. I) Fiona Anne Georgiana Douglas (* 1956)
                                      4. II) Shona Fay Douglas (* 1962)

                                  5. Hon. Ronald John Sholto Douglas (1890–1922) ⚭ Alexandra Albertha Jean Hamilton
                                    1. Victoria Maria Douglas (1921–1994) ⚭ Gillachrist Campbell

                              7. Lady Frances Harriet Douglas (1819–1895) ⚭ William Fitzwilliam, 6. Earl Fitzwilliam
                              8. Admiral Hon. George Henry Douglas (1821–1905) ⚭ Charlotte Martha Parker
                                1. Blanche Douglas († 1922) ⚭ George Ponsonby Talbot
                                2. George Sholto Douglas (1858–1916) ⚭ Lady Laura Mary Wentworth-Fitzwilliam
                                  1. Margaret Laura Douglas († 1933) ⚭ Thomas Cox
                                  2. Katharine Charlotte Douglas ⚭ Brigadier Sir Henry Walter Houldsworth
                                  3. Brigadier Archibald Sholto George Douglas (1896–1981) ⚭ Violet Patricia Davison
                                    1. Colin Sholto Archibald Douglas (1932–2014), ⚭ I) Jean Rawstorne, ⚭ II) Sally Townsend
                                      1. I) Malcolm Sholto Colin Douglas (* 1966)
                                      2. I) Laura Jean Douglas (* 1968)
                                      3. II) Archie Sholto James Douglas (* 1972)
                                      4. II) Euan Sholto David Douglas (* 1975)

                                    2. James Sholto Arthur Douglas (* 1935), ⚭ I) Tedda Ann Webber, ⚭ II) Elizabeth Ann Crocker
                                      1. I) Camilla Patricia Ann Douglas (* 1971)
                                      2. I) Justin Sholto James Douglas (* 1972)
                                      3. I) Henry Sholto Gavin Douglas (* 1974)
                                      4. II) Toby Sholto Arthur Douglas (* 1982)

                                    3. Gavin Sholto George Douglas (* 1945) ⚭ Amanda Jane Twiston-Davies
                                      1. Alice Violet Douglas (* 1983)
                                      2. Charlotte Rose Douglas (* 1985)

                                    4. Joanna Patricia Margaret Douglas (* 1948) ⚭ Roger D. Day

                                  4. David Sholto William Dougla (1899–1980) ⚭ Elizabeth Sarah Ione Capel Cure
                                    1. Ione Mavinia Margaret Douglas (* 1946)
                                    2. Sheena Elizabeth Douglas (* 1948)

                                  5. John Sholto Henry Douglas (1903–1960) ⚭ Celia Skinner
                                    1. Robin Sholto John Douglas (* 1956) ⚭ Ann Elisabeth Forsell
                                      1. James Sholto Edward Douglas (* 1989)
                                      2. Anna Louisa Victoria Douglas (* 1991)
                                      3. Olivia Laura Elisabeth Douglas (* 1996)

                                    2. John Sholto James Douglas (* 1959) ⚭ Mieke Elisabeth van der Bergh
                                      1. George Sholto Douglas (* 1998)
                                      2. Kate Elisabeth Douglas (* 2002)

                              9. Rev. Hon. Henry Douglas Douglas (1822–1907) ⚭ Lady Mary Baillie-Hamilton
                                1. Mary Douglas († 1921)

                              10. Hon. Edward William Douglas (1825–1918), ⚭ I) Augusta Anne Bankes, ⚭ II) Hon. Evelyn Anne Trefusis
                                1. II) Gertrude Evelyn Augusta Douglas (1883–1966)

                              11. Rt. Rev. Hon. Arthur Gascoigne Douglas (1827–1905) ⚭ Anna Maria Harriet Richards
                                1. Sholto James Douglas (1866–1950) ⚭ Grace Elizabeth Gibson-Craig
                                  1. Rev. Canon Archibald Sholto Douglas (1914–2004)
                                  2. Hugh Alastair Douglas (1915–2005) ⚭ Elizabeth Hulton
                                    1. Dr. Angela Elizabeth Douglas (* 1956) ⚭ Jeremy Byron Searle
                                    2. Coleena Jane Douglas (* 1958) ⚭ Nicholas Hutson Reid

                                2. Arthur Hugh Douglas (1867–1936)
                                3. Rev. Archibald William Douglas (1870–1955) ⚭ Ursula Helen Davies
                                  1. Helen St. Bride Douglas (1904–1948) ⚭ Killingworth Richard Utten Todd
                                  2. Joanna Katharine Douglas (1912–1984) ⚭ James Utten Todd

                            5. Rev. Hon. Charles Sholto Douglas (1791–1857) ⚭ Hon. Isabella Gore, Tochter des Arthur Gore, 2. Earl of Arran
                              1. William Grant Douglas (1824–1898) ⚭ Elizabeth Frances Vesey
                                1. Sholto Osborne Gordon Douglas (1873–1937)

                              2. Charles Edward Douglas (1825–1842)
                              3. Gordon James Douglas (1835–1905) ⚭ Louisa Turbett
                                1. Isabelle Sophia Frances Douglas ⚭ Bedford Randolph Wilson

                            6. Harriet Douglas (1792–1833), ⚭ I) James Hamilton, Viscount Hamilton, ⚭ II) George Hamilton-Gordon, 4. Earl of Aberdeen
                            7. Edward Douglas-Pennant, 1. Baron Penrhyn (1800–1886) → Nachkommen siehe unten Linie Douglas-Pennant

                          6. II) Lady Bridget Douglas (1758–1842) ⚭ Hon. William Henry Bouverie, Sohn des William de Bouverie, 1. Earl of Radnor

                        2. Robert Douglas († 1745)

                5. Lady Elizabeth Douglas ⚭ Francis Hay, 9. Earl of Erroll
                6. Lady Mary Douglas ⚭ Walter Ogilvy, 1. Lord Ogilvy of Deskford
                7. Lady Christian Douglas ⚭ Laurence Oliphant, Master of Oliphant
                8. Sir Archibald Douglas of Keillor († 1649) ⚭ Barbara Forbes, Tochter des William Forbes, 7. Lord Forbes
                9. Lady Jean Douglas
                10. Sir George Douglas, 1. Laird of Kirkness and Kynnesswood (um 1560–1609) → Nachkommen siehe unten Linie Douglas of Kirkness
                11. Lady Agnes Douglas (1574–1607) ⚭ Archibald Campbell, 7. Earl of Argyll

          2. Henry Douglas

      3. David Douglas → Nachkommen siehe unten Linie Douglas of Tilquhillie
      4. Thomas Douglas

    2. Sir James Douglas of Ralston ⚭ Janet Fenton
      1. Henry Douglas

    3. Alexander Douglas
    4. Elizabeth Douglas ⚭ Richard Lovel of Ballumby

#### Linie Douglas-Pennant
1. Edward Douglas-Pennant, 1. Baron Penrhyn (1800–1886), ⚭ I) Juliana Dawkins-Pennant, ⚭ II) Lady Maria Louisa FitzRoy, Tochter des Henry FitzRoy, 5. Duke of Grafton → Vorfahren siehe oben Linie Douglas of Lochleven
  1. I) George Douglas-Pennant, 2. Baron Penrhyn (1836–1907), ⚭ I) Pamela Blanche Rushout, ⚭ II) Gertrude Jessy Glynne
    1. I) Edward Douglas-Pennant, 3. Baron Penrhyn (1864–1927) ⚭ Hon. Blanche Georgiana FitzRoy, Tochter des Charles FitzRoy, 3. Baron Southampton
      1. Alan George Sholto Douglas-Pennant (1890–1914)
      2. Hugh Douglas-Pennant, 4. Baron Penrhyn (1894–1949) ⚭ Hon. Sybil Mary Hardinge, Tochter des Henry Hardinge, 3. Viscount Hardinge

    2. II) Hon. George Henry Douglas-Pennant (1876–1915)
    3. II) Hon. Charles Douglas-Pennant (1877–1914) ⚭ Lady Edith Anne Dawson, Tochter des Vesey Dawson, 2. Earl of Dartrey

  2. I) Hon. Archibald Charles Henry Douglas-Pennant (1837–1884) ⚭ Hon. Harriet Ella Gifford
    1. Frank Douglas-Pennant, 5. Baron Penrhyn (1865–1967), ⚭ I) Maud Eleonora Hardy, ⚭ II) Alice Nellie Cooper
      1. I) Admiral Hon. Sir Cyril Eustace Douglas-Pennant (1894–1961), ⚭ I) Phyllis Constance Leigh, ⚭ II) Sheila Brotherhood
        1. Sheila Florence Douglas-Pennant (* 1918) ⚭ Anthony Brine

      2. I) Hon. Bridget Violet Douglas-Pennant (1899–1978)
      3. I) Hon. Eileen Maud Douglas-Pennant (1901–1998)
      4. II) Malcolm Douglas-Pennant, 6. Baron Penrhyn (1908–2003) ⚭ Elizabeth Rosemary Laurie
        1. Hon. Gillian Frances Douglas-Pennant (* 1955) ⚭ Robin Erksine Greenwood
        2. Hon. Rosemary Douglas-Pennant (* 1957) ⚭ Sir Thomas Troubridge, 7. Baronet of Plymouth

      5. II) Hon. Nigel Douglas-Pennant (1909–2000), ⚭ I) Margaret Dorothy Kirkham, ⚭ II) Eleanor Stewart Craig
        1. I) Simon Douglas-Pennant, 7. Baron Penrhyn (* 1938) ⚭ Josephine Upcott
          1. Hon. Sophie Margaret Douglas-Pennant (* 1964) ⚭ Michael Robert John Trotter
          2. Hon. Edward Sholto Douglas-Pennant (* 1966)
          3. Hon. Hugo Charles Douglas-Pennant (* 1969)
          4. Hon. Harriet Josephine Douglas-Pennant (* 1972)

        2. II) Hon. Brigid Elizabeth Douglas-Pennant (* 1943)
        3. II) Hon. Philip Morton Douglas-Pennant (* 1947) ⚭ Sarah Jane Frances Coaker
          1. Anna Susan Douglas-Pennant (1979–1993)
          2. Camilla Faith Douglas-Pennant (1981–2010)
          3. John Morton Ronald Douglas-Pennant (1987–2004)

      6. II) Hon. Susan Victoria Douglas-Pennant (1918–2014)

    2. Claud Douglas-Pennant (1867–1955) ⚭ Christian Eleanor Margaret Goschen
      1. Margaret Douglas-Pennant (1923–2013) ⚭ Patrick John Lloyd
      2. Henry Douglas-Pennant (1925–1986) ⚭ Pamela Le Marchant
        1. Venetia Douglas-Pennant (* 1960)
        2. David Douglas-Pennant (1961–1974)
        3. Rupert Henry Douglas-Pennant (* 1963)
        4. Andrew Claud Douglas-Pennant (1967–1993)
        5. Edward Alfred Douglas-Pennant (1967–1989)

      3. Ann Douglas-Pennant (* 1930) ⚭ Michael Frederick Wilson

    3. Muriel Douglas-Pennant, 1. Viscountess Daventry (1869–1962) ⚭ Rt. Hon. Edward Algernon FitzRoy
    4. Algernon Douglas-Pennant (1872–1925) ⚭ Grace Talcott Morgan
      1. Mariella Douglas-Pennant (1901–1973) ⚭ Frank Carleton Bennett

    5. Rachel Douglas-Pennant (1874–1968) ⚭ Hon. Gilbert Vanden-Bempde-Johnstone
    6. Edric Douglas-Pennant (1878–1887)
    7. Archibald Douglas-Pennant (1881–1971) ⚭ Gwendoline Fraser
      1. Ian Douglas-Pennant (1906–1941) ⚭ Mary Florence Williams
        1. Daphne Mary Douglas-Pennant (* 1932), ⚭ I) Maurice Douglas Evans, ⚭ II) Francis Seymour Hurndall-Waldron

      2. Rodney Archibald Douglas-Pennant (1913–1993) ⚭ Agnes Nydia Brailey
        1. Anthea Rose Douglas-Pennant (* 1948)
        2. Hugh Archibald Douglas-Pennant (* 1951)

#### Linie Douglas of Kirkness
1. Sir George Douglas, 1. Laird of Kirkness and Kynnesswood (um 1560–1609) ⚭ Margaret Forrester → Vorfahren siehe oben Linie Douglas of Lochleven
  1. Archibald Douglas, 2. Laird of Kirkness (* um 1600) ⚭ Elizabeth Broune
    1. Sir William Douglas, 3. Laird of Kirkness (um 1621–1650) ⚭ Isabel Kennedy
      1. Sir William Douglas, 4. Laird of Kirkness (um 1644–1683) ⚭ Elizabeth Kirkcaldy
        1. Sir Robert Douglas ⚭ Jean Balfour
        2. William Douglas (* um 1666) ⚭ Helen Margaret Ayton
          1. Charles Ayton Douglas (um 1698–1744) ⚭ Christian Hepburn of Kinglassie
            1. Admiral Sir Charles Douglas, 1. Baronet of Carr (1727–1789), ⚭ I) Uranie Lidie Marteilhe, ⚭ II) Sarah Wood, ⚭ III) Jane Baillie
              1. I) Vice-Admiral Sir William Henry Douglas, 2. Baronet of Carr (1761–1809)
              2. I) Charles Douglas († 1810)
              3. II) Anne Irwin Douglas ⚭ Rear-Admiral Donald Campbell
              4. II) Lydia Mariana Douglas (1769–1853) ⚭ Reverend Richard Bingham
              5. II) Maj.-Gen. Sir Howard Douglas, 3. Baronet of Carr (1776–1861) ⚭ Anne Dundas
                1. Mary Douglas († 1851) ⚭ John Murray-Gartshore
                2. Howard Douglas († 1820)
                3. Christina Helena Emma Douglas († 1859)
                4. Sarah Mary Harcourt Douglas
                5. Mary Harcourt Douglas († 1835)
                6. Charles Douglas (1800–1846)
                7. James Dundas Douglas (1801–1841)
                8. General Sir Robert Percy Douglas, 4. Baronet of Carr (1805–1891), ⚭ I) Anne Duckworth, ⚭ II) Louisa Lang
                  1. I) Howard Douglas (1842–1864)
                  2. I) Robert Stopford Sholto Douglas (1844–1875)
                  3. I) Sir Arthur Percy Douglas, 5. Baronet of Carr (1845–1913)
                  4. I) Ann Penelope Harriet Douglas (* um 1851) ⚭ Sir Hugh Low
                  5. I) Helen Mary Douglas (* um 1853)
                  6. II) Mary Louisa Douglas († 1869)
                  7. II) Sir James Stewart Douglas, 6. Baronet of Carr (1859–1940) ⚭ Ada Constance Fisher
                  8. II) Jessie Campbell Douglas (um 1861–1946) ⚭ Berkeley Portman
                  9. II) Rose Ella Douglas (* um 1862)
                  10. II) Emma Hope Douglas (* um 1864)
                  11. II) Margaret Augusta Douglas (um 1866–1924) ⚭ Reverend James Arthur Hervey

                9. Ann Douglas (um 1806–1886) ⚭ Francis Henry Dawkins
                10. Reverend William Frederick Douglas (1814–1874) ⚭ Christiana Fanshawe Stopford
                11. Rear-Admiral Henry John Douglas (1819–1871)

#### Linie Douglas of Tilquhillie
1. David Douglas ⚭ Janet, Tochter Ogstoun → Vorfahren siehe oben Linie Douglas of Lochleven
  1. James Douglas of Tilquhillie († nach 1526) ⚭ Christian Forbes
    1. John Douglas of Tilquhillie († nach 1575) ⚭ Giles, Tochter des Robert Erskine of Dun
      1. John Douglas of Tilquhillie († nach 1598) ⚭ Mary Young, Tochter des Sir Peter Young of Seaton
        1. John Douglas of Tilquhillie († um 1632), ⚭ Agnes Barclay, Tochter des Sir John Barclay of Mathers
        2. Sir Archibald Douglas, 7. Laird of Tilquhillie, ⚭ Eleanor Davies, Witwe des Sir John Davies, Tochter des George Tuchet, 1. Earl of Castlehaven (1551–1617)
        3. Sir Robert Douglas of Tilquhillie († nach 1647), ⚭ I) Margaret Forbes, Witwe des William Forbes of Craigievar, Tochter des Nicolas Udward, ⚭ II) Elizabeth Burnett, Tochter des Sir Thomas Burnett of Leys
          1. II) Robert Douglas ⚭ N.N. Innes
            1. Gilbert Douglas († 1757)

        4. James Douglas of Inchmarlo († nach 1664) ⚭ Isabel Ramsay, Tochter des David Ramsay of Balmain
          1. John Douglas of Inchmarlo and Tilquhillie († 1723), ⚭ I) Grizel Forbes, ⚭ II) Euphemia Butler
            1. I) James Douglas of Tilquhillie († um 1737)
            2. I) John Douglas of Tilquhillie († 1749) ⚭ Agnes Horn, Tochter des James Horn of Westhall
              1. John Douglas of Tilquhillie (um 1708–1791) ⚭ Mary Arbuthnott († 1783), Schwester des John Arbuthnot, 6. Viscount of Arbuthnott
                1. John Douglas of Tilquhillie (1738–1773) ⚭ Hannah Colquhoun († 1835)
                  1. John Douglas of Tilquhillie (1772–1812) ⚭ Penuel McKenzie
                    1. John Douglass, 14. Laird of Tilquhillie (1803–1870) ⚭ Jane Margret Kennedy
                      1. John Sholto Douglass, 15. Laird of Tilquhillie (1838–1874) ⚭ Wanda von Poellnitz
                        1. John William Edward James Douglas, 16. Laird of Tilquhillie (* 1865) ⚭ Olga Edith von Reuter
                          1. John Sholto Douglas (* 1904)

                        2. Robert Ernest Douglas (*† 1867)
                        3. George Norman Douglas (1868–1952) ⚭ Elsa Fitzgibbon

                      2. Archibald Kennedy Douglas (1839–1873)
                      3. James McKenzie Douglas (1841–1842)
                      4. George Louis Augustus Douglas (1845–1854)
                      5. Edward Douglas (*† 1852)

                  2. George Lewis Augustus Douglas (1773–1847) ⚭ Hannah Ellison

                2. James Douglas († jung)

          2. David Douglas ⚭ Margaret Reid
          3. Rev. Archibald Douglas ⚭ Janet Carmichael
            1. Archibald Douglas († 1743) ⚭ Isabel Melvill
              1. William Douglas († 1754) ⚭ Cecilia of Kinneir
              2. Rt. Rev. John Douglas (1771–1807), Bischof von Carlisle und Salisbury, ⚭ I) Dorothea Pershouse, ⚭ II) Elizabeth Rooke († 1802)
                1. Rev. William Douglas (1768–1819) ⚭ Anne von Brackel
                  1. John Douglas (1805–1834)
                  2. William Douglas (* 1806), ⚭ I) Selina Elizabeth Rooke († 1832), ⚭ II) Caroline Hare
                    1. I) William Willoughby Nassau Douglas (1831–1857)
                    2. II) John Charles Douglas (* 1842), ⚭ Agnes Bird
                      1. William Sholto Douglas (* 1875) ⚭ Gladys Mary
                        1. John Willoughby Sholto Douglas (1906–1913)

                    3. II) Charles Whittingham Horsley Douglas (* 1850)
                    4. II) William Douglas (* 1858)

              3. Robert Douglas

          4. Alexander Douglas († 1692), Professor am College of Edinburgh

        5. Francis Douglas
        6. William Douglas
        7. Peter Douglas

      2. Alexander Douglas († nach 1596)

    2. Archibald Douglas, Constable von Edinburgh Castle

### Linie Douglas of Mains
1. Nicholas Douglas, 1. Laird of Mains († nach 1392) ⚭ Janet Galbraith of Mains → Vorfahren siehe oben Stammliste
  1. James Douglas, 2. Laird of Main (* nach 1373)
    1. James Douglas, 3. Laird of Mains († nach 1489)
      1. William Douglas, 4. Laird of Mains († nach 1502)
        1. John Douglas, 5. Laird of Mains († 1513) ⚭ Margaret Kincaid
          1. N.N. Douglas ⚭ Thomas Buchanan, 3. Laird of Carbeth
          2. Alexander Douglas, 6. Laird of Mains (* um 1498) ⚭ Lady Margaret Stuart, Tochter des Matthew Stuart, 2. Earl of Lennox
            1. Matthew Douglas, 7. Laird of Mains (um 1519–nach 1571) ⚭ Margaret Buchanan
              1. Malcolm Douglas, 8. Laird of Mains (um 1540–1585) ⚭ Janet Cunningham
                1. Alexander Douglas, 9. Laird of Mains (um 1563–nach 1618) ⚭ Grizel Henderson, Tochter des James Henderson, 3. Laird of Fordell
                  1. Archibald Douglas, 10. Laird of Mains
                  2. Sir Robert Douglas of Blackerstone (um 1593–um 1669) ⚭ Elizabeth Douglas of Ivile
                    1. Elizabeth Douglas ⚭ Sir Robert Sinclair, 1. Baronet of Longformacus

                  3. Mary Douglas (* um 1593) ⚭ John Hamilton, 10. Laird of Bardowie

                2. Robert Douglas, 1. Viscount of Belhaven (um 1574–1639) ⚭ Nicola Moray
                  1. (illegitim) Susan Douglas (um 1618–1684) ⚭ Robert Douglas of Blackerston (* um 1593)

        2. Robert Douglas of Ferguston
          1. Walter Douglas of Ferguston
            1. Malcolm Douglas of Ferguston
              1. Walter Douglas of Ferguston
                1. John Douglas of Ferguston, 11. Laird of Mains († 1701)
                  1. Mary Douglas ⚭ John Campbell, Sohn des Colin Campbell, 1. Laird of Blythswood
                    1. James Douglas, 12. Laird of Mains († 1743)
                      1. John Douglas, 13. Laird of Mains
                        1. James Douglas, 14. Laird of Mains, 9. Laird of Blythswood
                          1. Colin Douglas 15. Laird of Mains, 10. Laird of Blythswood († 1801)

                        2. Robert Douglas
                          1. Colin Douglas, 16. Laird of Mains, 11. Laird of Blythswood († 1820)
                            1. Archibald Douglas, 17. Laird of Mains, 12. Laird of Blythswood (um 1809–1868)
                              1. Archibald Campbell, 1. Baron Blythswood (1835–1908)
                              2. Sholto Campbell, 2. Baron Blythswood (1839–1916)
                              3. Monteith Douglas (1840–1847)
                              4. Robert Douglas-Campbell (1842–1896)
                                1. Archibald James Hamilton Douglas-Campbell

                              5. Barrington Campbell, 3. Baron Blythswood (1845–1918)
                                1. Archibald Campbell, 4. Baron Blythswood (1870–1929)
                                2. Barrington Campbell, 5. Baron Blythswood (1877–1937)
                                3. Leopold Campbell, 6. Baron Blythswood (1881–1940)
                                  1. Philip Campbell, 7. Baron Blythswood (1919–1940)

                              6. Walter James Campbell-Douglas (1850–1914)
                              7. Montagu Campbell-Douglas (1852–1916)

                            2. Colin Douglas, 18. Laird of Mains († 1847)

                        3. Campbell Douglas
                          1. John Campbell-Douglas, 19. Laird of Mains († 1857)
                            1. Douglas Campbell-Douglas, 20. Laird of Mains († 1927)
                              1. Archibald Vivian Campbell-Douglas, 21. Laird of Mains († 1977)

                    2. Colin Campbell († 1746)